# Brühl (Baden)

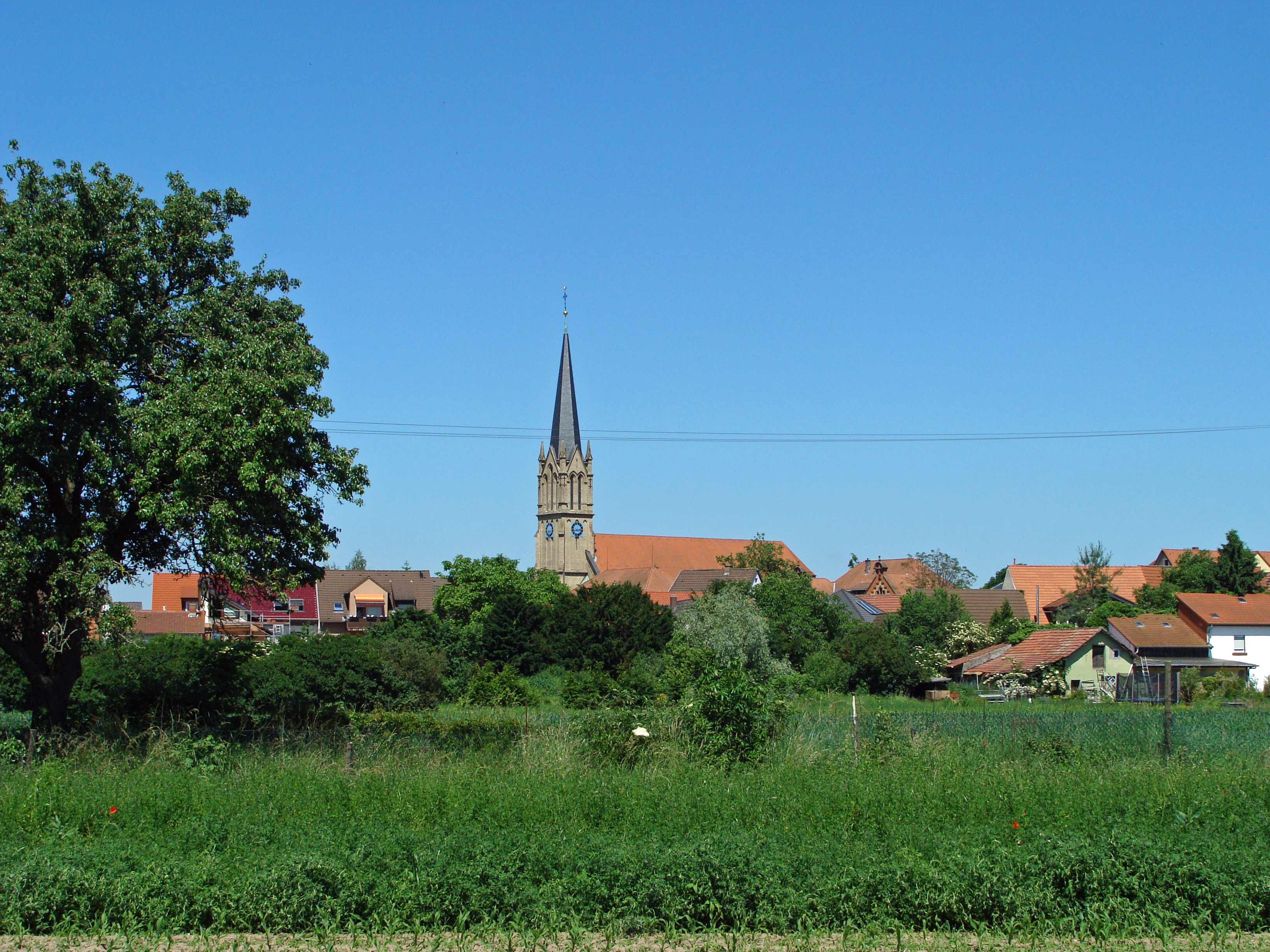
Ortsansicht von Süden

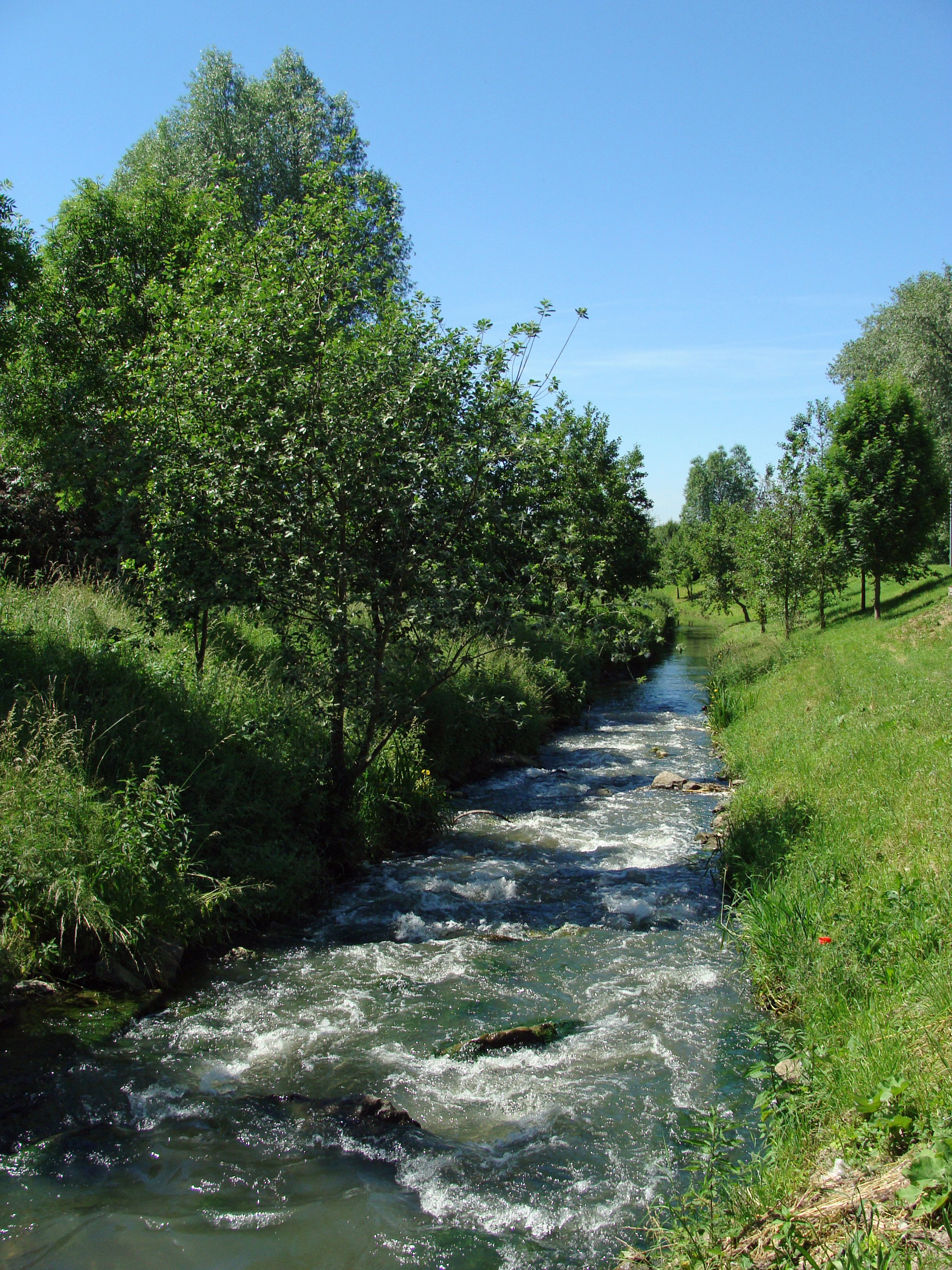
Der Leimbach

Brühl (kurpfälzisch Briehl [bʁiːl]) ist eine Gemeinde im Rhein-Neckar-Kreis im Nordwesten von Baden-Württemberg. Sie ist ein Teil der Metropolregion Rhein-Neckar, eines Ballungsraumes mit über zwei Millionen Einwohnern.
Im Jahr 1157 erstmals urkundlich erwähnt, gehörte Brühl lange zum Hochstift Speyer und zur Kurpfalz. Das ehemalige Bauern- und Fischerdorf am Rhein entwickelte sich – zusammen mit dem eingemeindeten Ortsteil Rohrhof – nach einer Phase eigener Industrieansiedlungen (insbesondere Ziegeleien, Luftschiffbau und Aluminiumverarbeitung) im 20. Jahrhundert zu einem Vorort der im Norden angrenzenden Stadt Mannheim. Dort ist ein Großteil seiner Bewohner beschäftigt. Der Ortsname ist keltischen Ursprungs und deutet auf eine am Wasser gelegene Wiese hin.

## Geographie

### Lage
Die Gemeinde Brühl besteht aus den beiden Ortsteilen Brühl und Rohrhof. Sie liegt im Nordwesten von Baden-Württemberg im Zentrum des Rhein-Neckar-Raums an der Grenze zu Rheinland-Pfalz am Rhein. Die zu Brühl gehörende 400 Hektar große Kollerinsel, ursprünglich eine durch eine Rheinschleife gebildete Halbinsel, die nach der Rheinbegradigung durchtrennt wurde, ist – neben der Altstadt von Konstanz – eines der beiden linksrheinischen Gebiete Baden-Württembergs. Vom Kraichgau kommend durchfließt der Leimbach das Ortsgebiet in Ost-West-Richtung und mündet in den Rhein.
Brühl grenzt direkt an das nördlich gelegene Mannheim. Im Osten befindet sich Schwetzingen und im Süden Ketsch. Angrenzend an die Kollerinsel liegen westlich die rheinland-pfälzischen Orte Altrip, Waldsee und Otterstadt. Neben Mannheim sind drei weitere Städte nicht weit entfernt: Heidelberg zehn Kilometer östlich, Speyer elf Kilometer südwestlich und Ludwigshafen elf Kilometer nordwestlich.

### Geologie und Naturraum
Die Wohnbebauung liegt auf einem Hochufer der Niederterrasse im Oberrheingraben. Westlich schließen sich die mehrere Meter tiefer gelegenen Rheinauen an, die sich in Jahrhunderten durch die wechselnden Rheinschlingen herausbildeten. Östlich endet ein Ausläufer des Neckarschwemmkegels. Alle drei Oberflächenformen stammen aus dem Quartär. Die durch Sedimentation entstandenen Kiese wurden im 20. Jahrhundert abgebaut, wodurch mehrere Baggerseen entstanden.
Im Norden der Flussniederung finden sich alluviale Lehmböden und im Süden sowie auf der Kollerinsel Lehme und Sandböden, jeweils mit Ackerzahlen bis 86. Auf der Niederterrasse rund um den Leimbach sind Sand- und Lehmböden mit Ackerzahlen bis 70. Auf den Sand- und Schotterflächen des nördlichen Hochgestades herrschen mäßige diluviale Sandböden vor.
Die am Rhein gelegenen Gemarkungs-Enklaven Schwetzinger Riedwiesen und Backofen-Riedwiesen stehen wegen ihrer zahlreichen sehr unterschiedlichen Biotope mit hoher ökologischer Bedeutung unter Naturschutz. Zusätzlich sind alle übrigen Flächen der Rheinaue sowie die Kollerinsel als Landschaftsschutzgebiet ausgewiesen. Auwälder gibt es nur noch in einem schmalen Streifen auf der Kollerinsel sowie in geringem Umfang auf der gegenüberliegenden Rheinseite.
Die Gemarkung erstreckt sich über 1019 Hektar. Davon sind 30 Prozent Siedlungs- und Verkehrsfläche, 48 Prozent werden landwirtschaftlich genutzt, 10 Prozent sind Wasserflächen und 9 Prozent sind bewaldet.

### Klima
Das Klima wird zu 65 Prozent durch die Zufuhr von maritimen Luftmassen bestimmt, weswegen Winde aus den westlichen Richtungen vorherrschen. Begünstigt durch die geschützte Lage in der Oberrheinischen Tiefebene zwischen Haardt im Westen und Odenwald im Osten sind die Temperaturen sehr mild. Die nächstgelegene Klimastation in Mannheim maß zwischen 1971 und 2000 eine Durchschnittstemperatur von 10,5 Grad Celsius und eine Niederschlagsmenge von 668 Millimetern pro Jahr. Der wärmste Monat ist der Juli mit durchschnittlich 19,9 Grad Celsius, der kälteste der Januar mit 1,8 Grad Celsius. Temperaturen über 30 Grad Celsius sind im Hochsommer keine Seltenheit. Die meisten Niederschläge fallen im Juli und der trockenste Monat ist der Februar.
| Monatliche Durchschnittstemperaturen und -niederschläge für Mannheim 1971–2000 \| \| Jan \| Feb \| Mär \| Apr \| Mai \| Jun \| Jul \| Aug \| Sep \| Okt \| Nov \| Dez \| \| \| \| Temperatur (°C) \| 1,8 \| 2,7 \| 6,6 \| 10,0 \| 14,8 \| 17,6 \| 19,9 \| 19,5 \| 15,4 \| 10,2 \| 5,2 \| 2,9 \| Ø \| 10,5 \| \| Niederschlag (mm) \| 40 \| 38 \| 46 \| 48 \| 73 \| 74 \| 83 \| 49 \| 56 \| 54 \| 55 \| 53 \| Σ \| 668 \| |     |     |     |      |      |      |      |      |      |      |     |     |   |      |
| | Jan | Feb | Mär | Apr  | Mai  | Jun  | Jul  | Aug  | Sep  | Okt  | Nov | Dez |   |      |
| Temperatur (°C) | 1,8 | 2,7 | 6,6 | 10,0 | 14,8 | 17,6 | 19,9 | 19,5 | 15,4 | 10,2 | 5,2 | 2,9 | Ø | 10,5 |
| Niederschlag (mm) | 40  | 38  | 46  | 48   | 73   | 74   | 83   | 49   | 56   | 54   | 55  | 53  | Σ | 668  |

## Geschichte

### Ortsnamen
Der in überlieferten Urkunden angegebene Name von Brühl wandelte sich im Lauf der Zeit von Bruowele über Bruwel, Bruel und Priel zu Briel oder Briehel (so wird der Name im örtlichen Dialekt noch heute ausgesprochen). Ab dem frühen 18. Jahrhundert war auch die heutige Variante schon gebräuchlich, setzte sich aber erst im frühen 19. Jahrhundert endgültig durch. Das Wort steht im Mittelhochdeutschen für eine eingefriedete, am Wasser gelegene Wiese und ist keltischen Ursprungs.
Rohrhof wurde urkundlich zunächst als Rorheim und Rohrheim erwähnt. Im 16. Jahrhundert wandelte sich der Name, der für Heim im Röhricht steht, zu Rohrhof.

### Frühgeschichte
Archäologische Funde auf Brühler Gemarkung weisen zurück bis in die Eiszeit. Von Menschen geschaffene Werkzeuge und Scherben stammen aus der Jungsteinzeit. Es ist allerdings nicht gesichert, ob das Gebiet wirklich besiedelt war, oder ob die Funde vom Rhein angeschwemmt wurden. 1906 und 1997 wurden Gräber aus der Frühen Bronzezeit gefunden. Auch aus den folgenden historischen Perioden gibt es mehrere Funde.
Im 1. Jahrhundert überschritten die Römer den Rhein und unter Kaiser Vespasian (69–79) erfolgte die Eingliederung des rechtsrheinischen Rhein-Neckar-Gebiets in das Römische Reich. Im Brühler Raum wurden mehrere Römerstraßen angelegt. In Nord-Süd-Richtung verlief eine Verbindung von Ladenburg über Brühl nach Schwetzingen und weiter durch den Hardtwald. Keine archäologischen Funde, aber schriftliche Hinweise gibt es für eine Fernstraße auf dem rechtsrheinischen Hochufer von Italien nach Britannien. Geschnitten wurden beide durch die West-Ost-Straße von Altrip über den Rhein nach Rohrhof und Wiesloch. An Letzterer befand sich auf einem Hügel bei Rohrhof ein römischer Wachturm aus Holz. Durch die Völkerwanderung im 4. Jahrhundert wurden die Römer zurückgedrängt.

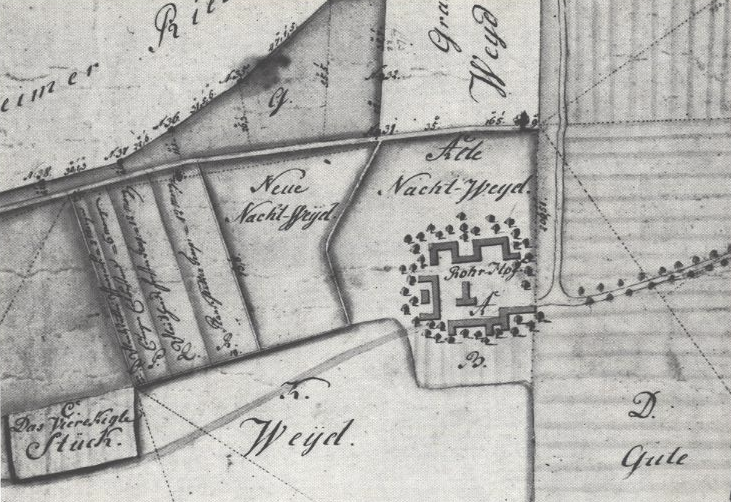
Rohrhof um 1800

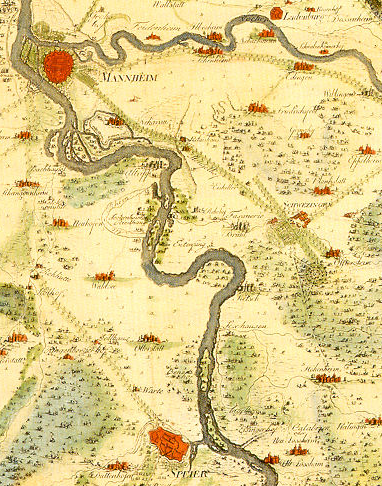
Brühl und Umgebung etwa 1773. Die spätere Kollerinsel ist noch rechtsrheinisch.

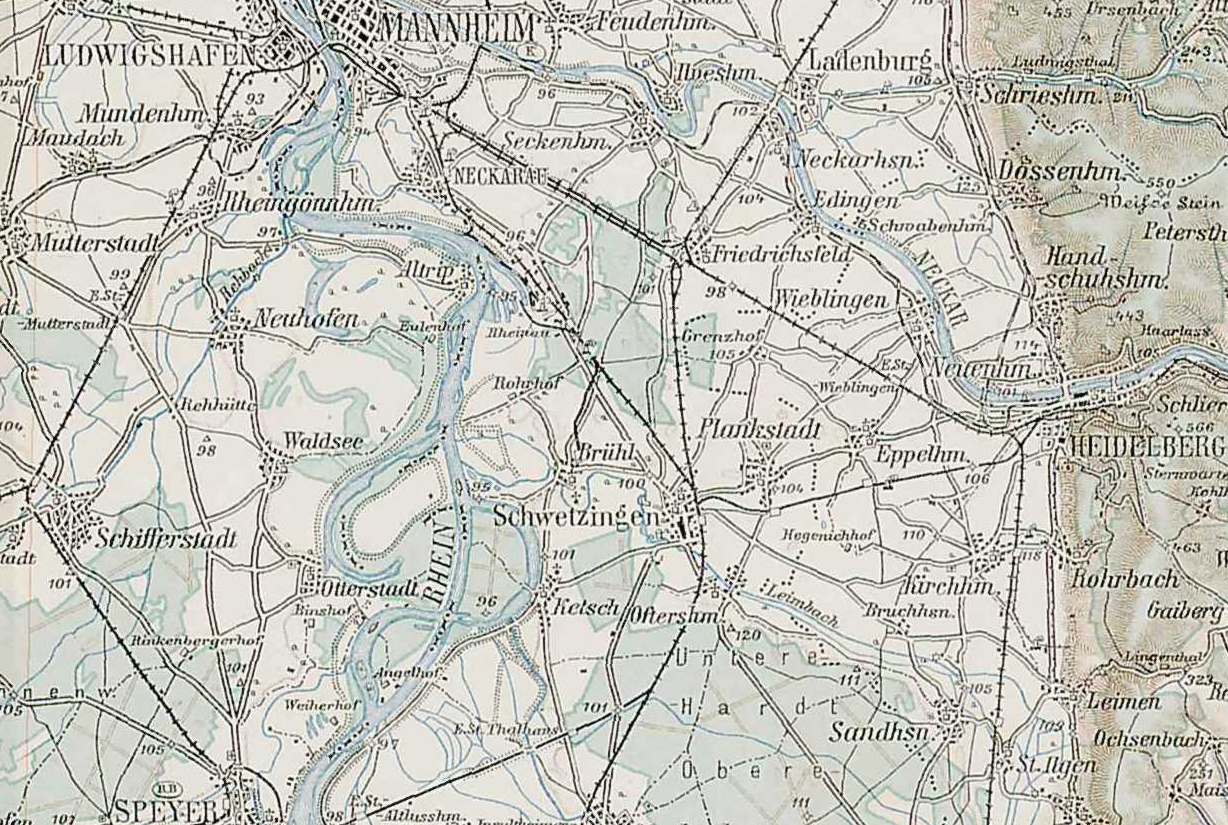
Brühl und Umgebung 1907

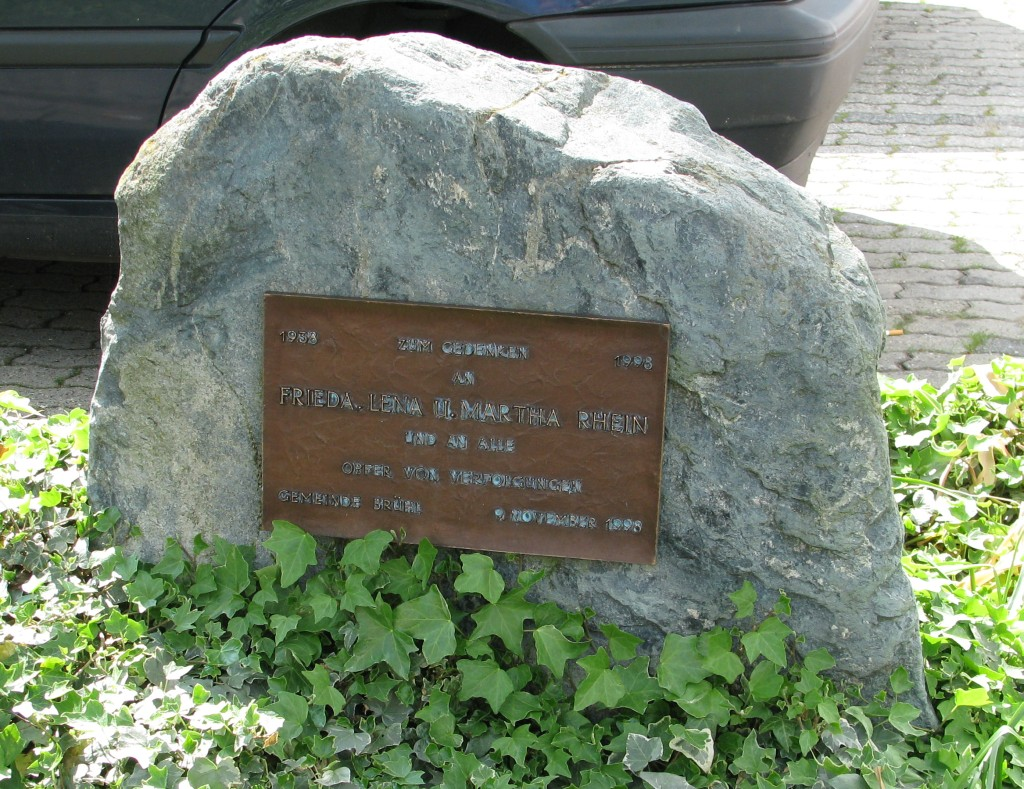
Gedenken an die Familie Rhein

### Geschichte von Rohrhof bis zur Eingemeindung
In einer Urkunde aus dem Jahr 976 wird – anlässlich einer Schenkung Kaiser Ottos II. an den Bischof von Worms – Rohrhof als „Rorheim“ erstmals erwähnt. Die Endung -heim deutet auf eine Gründung während der fränkischen Landnahme hin. Lehensträger waren ab dem 11. Jahrhundert die Grafen von Henneberg. 1152 schenkte der Wormser Bischof den Ort dem Zisterzienserkloster Schönau, das die Siedlung in eine Grangie verwandelte, das heißt, die meisten Häuser wurden abgebrochen und das Ackerland von einem großen Wirtschaftshof aus kultiviert. Das Schönauer Kloster war das Hauskloster der Pfalzgrafen bei Rhein. Im Rahmen der Reformation wurde das Kloster 1558 durch Kurfürst Ottheinrich aufgehoben und der Hof und das Land wurden fortan von der Pflege Schönau verpachtet, zunächst als Ganzes, später in Viertel- oder Achtelteilen. Bis zu seiner Eingemeindung 1878 teilte der Hof dann die Geschichte von Brühl.

### Geschichte von Brühl
Die erste Erwähnung von Brühl als „Bruowele“ stammt aus einer Urkunde des Jahres 1157, die ausführt, dass der Bischof von Speyer Günther von Henneberg mit seinem Privatvermögen Brühl erwarb und dem Hochstift Speyer übergab. Die genauen Besitz- und Herrschaftsverhältnisse bis in das 15. Jahrhundert sind unklar. Besitz oder Rechte in Brühl hatten unter anderen die Freiherren von Wiesloch, das Kloster Maulbronn, die Herren von Handschuhsheim, die Edlen von Sickingen und die Herren von Helmstatt. Hans von Helmstatt verkaufte 1423 sein Viertel an Brühl an Kurfürst Ludwig von der Pfalz. Der Ort hatte seitdem mit Speyer und der Kurpfalz zwei Landesherren.
1405 hatten die Herren von Handschuhsheim die drei Speyerer Viertel als Lehen inne; im 16. Jahrhundert erhielten sie auch das Pfälzer Viertel, womit die Ortsherrschaft über Brühl in einer Hand lag. 1600 starben die Handschuhsheimer jedoch aus. Die beiden Lehen erloschen damit und die Herrschaft fiel auf Speyer und die Kurpfalz zurück. Das nun einsetzende, oft zu Reibereien führende Kondominat wurde erst 1709 mit einem Vertrag gelöst, in dem Speyer auf die weltlichen Rechte an Brühl verzichtete. In der Kurpfalz gehörte Brühl zur Kirchheimer Zent.
1618 löste der zweite Prager Fenstersturz den Dreißigjährigen Krieg aus. Der calvinistische Kurfürst Friedrich V. nahm die ihm angetragene böhmische Königskrone an und zog damit sein Land in die Kriegswirren. Das Kerngebiet der Kurpfalz war über Jahre ein Hauptkampfplatz und wurde vom kaiserlichen Heerführer Tilly mit seinen Truppen aus den spanischen Niederlanden und aus Bayern besetzt. Im späteren Verlauf des Krieges, der sich längst von einem Religions- zu einem machtpolitischen Krieg gewandelt hatte, wechselte Brühl wie alle umliegenden Dörfer mehrfach den Besitzer und hatte unter den schwedischen, den österreichischen und den französischen Truppen und den ihnen folgenden Marodeuren zu leiden. Fünfmal oktroyierten die neuen Herren einen Religionswechsel. In den Friedenszeiten hatte die Bevölkerung Tribut für den Sold und die Nahrung der stationierten Soldaten zu leisten. Am Ende des Krieges 1648 hatte Brühl noch 15 Einwohner, der Ort war verwüstet, die mehrfach niedergebrannten Felder waren zum Teil über Jahre nicht bewirtschaftet worden und mussten mühsam neu kultiviert werden. Der eingeleitete Wiederaufbau wurde nur wenig später durch die vom französischen König Ludwig XIV. betriebene, sogenannte Reunionspolitik gestoppt. Im Holländischen Krieg (1672–1679) und im Pfälzischen Erbfolgekrieg (1688–1697) wurde Brühl erneut verwüstet.
Während des 18. Jahrhunderts verlegte Kurfürst Carl Philipp von der Pfalz seine Residenz von Heidelberg nach Mannheim und verbrachte die Sommer im nahen Schwetzinger Schloss. Brühl mit seinen Rheinauen war ein Jagdrevier der Hofgesellschaft und für die Reiher-Jagd wurden eigens Areale angelegt. Kurfürst Carl Theodor errichtete 1768 zwischen Brühl und Rohrhof eine Fasanerie für Erbprinz Karl August. Neun Jahre später erbte Carl Theodor die bayerischen Lande seiner Wittelsbacher Verwandten und zog mit dem größten Teil des Hofstaats nach München. Die Fasanerie wurde zunächst noch als Forsthaus genutzt, verfiel dann aber schnell.

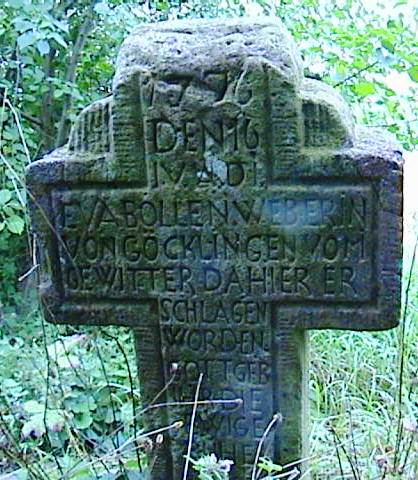
Gedenkkreuz zum Gewitterunglück von 1776. Name und Datum sind nicht ganz korrekt angegeben.

Am 17. Juli 1776 wurde Eva Ballweber, eine junge Erntehelferin aus Göcklingen bei Landau, in Brühl unter dramatischen Umständen von einem Blitz getötet. An dieses Ereignis erinnert noch heute ein unter Denkmalschutz stehendes Gedenkkreuz.
Nach der Französischen Revolution wurde die Kurpfalz im Rahmen der Koalitionskriege besetzt und Napoleon Bonaparte ordnete die politische Landkarte in Europa neu. Brühl und Rohrhof wurden badisch, was 1803 im Reichsdeputationshauptschluss bestätigt wurde. 1848 brach im Großherzogtum die Badische Revolution aus. Der Brühler Bürgermeister sympathisierte mit den Ideen der Aufrührer und wurde deswegen von der Obrigkeit seines Amtes enthoben. 1878 wurden Brühl und Rohrhof nach jahrzehntelangen Diskussionen vereinigt. Nachdem die Gemeinde in ihrer badischen Zeit vorher dem Amt Schwetzingen angehört hatte, wurde sie 1924 dem Amtsbezirk Mannheim, dem späteren Landkreis Mannheim, angegliedert.
Politisch waren seit den 1860ern die katholisch geprägten Ultramontanen bzw. das Zentrum die stärkste Strömung in Brühl. Bei der Reichstagswahl 1912 wurden dann die Sozialdemokraten die führende Kraft, bis sie 1924 wieder vom Zentrum verdrängt wurden. Die Nationalsozialisten spielten in Brühl lange Zeit keine Rolle und traten bei Gemeinderatswahlen bis kurz vor Ende der Weimarer Republik nicht an. Bei der Reichstagswahl März 1933 erhielt die NSDAP 29,6 Prozent und die KPD 29,1 Prozent der Stimmen.
Die jüdische Kaufmannswitwe Frieda Rhein, deren ledige Stieftochter Lena Rhein und die Tochter der Letzteren namens Martha Rhein wurden 1938 Opfer der nationalsozialistischen Übergriffe. Ihr Brühler Geschäft wurde zerstört, das Mobiliar auf die Straße geworfen und angezündet. Die drei Frauen verkauften ihr Anwesen danach unter Wert und siedelten in die vermeintlich sichere Großstadt Mannheim über. Von dort wurde Lena Rhein später nach Izbica, Frieda und Martha Rhein aber über Gurs in Südfrankreich nach Auschwitz deportiert und dort ermordet. An die drei Frauen erinnern seit Februar 2014 Stolpersteine des Künstlers Gunter Demnig vor dem ehemaligen Hausgrundstück, das nun ein Parkplatz ist. Ein weiteres Todesopfer der Nationalsozialisten war Otto Brandt, der Sohn einer Familie, die den Zeugen Jehovas angehörte. An ihn und seine Eltern erinnern seit Mai 2016 Stolpersteine vor dem Neubau, der an der Stelle von deren seinerzeitigem Wohnhaus steht. (Siehe auch: Liste der Stolpersteine in Brühl (Baden)).
Während des Zweiten Weltkriegs wurden beim Unternehmen Schütte-Lanz mehr als hundert Kriegsgefangene – hauptsächlich Franzosen – als Zwangsarbeiter eingesetzt. Im Zweiten Weltkrieg starben 190 Soldaten aus Brühl, 14 zivile Opfer gab es bei Fliegerangriffen. Am 30. März 1945 besetzte ein amerikanischer Panzerverband, vom Norden her kommend, kampflos den Ort.
Nach dem Zweiten Weltkrieg gehörte Brühl zur amerikanischen Besatzungszone. Das Land Baden wurde aufgelöst und die Gemeinde wurde Teil des neugebildeten Bundeslandes Württemberg-Baden, das 1952 im Südweststaat Baden-Württemberg aufging. Obwohl nur relativ wenige Gebäude beschädigt waren, herrschte in der Nachkriegszeit wegen der Beschlagnahme für amerikanische Soldaten, der Aufnahme von ausgebombten Mannheimern und der Zuweisung von Vertriebenen aus den ehemaligen deutschen Ostgebieten Wohnungsnot vor. Brühl reagierte mit der Ausweisung von Baugebieten und dem Ausbau der gemeindeeigenen Gebäude, so dass zwischen 1948 und 1966 1630 neue Wohnungen entstanden. Politisch wurde in der Nachkriegszeit die CDU die dominierende Kraft in der Gemeinde. Flankierend wurden bis in die 1970er Jahre zahlreiche Infrastrukturmaßnahmen umgesetzt, wie Klärwerk, Festhalle, Gemeindekindergarten (jetzt „Haus der Kinder“), Schulen, Bäder und Sportplätze. Im Zuge der baden-württembergischen Kreisreform wurde 1973 der Landkreis Mannheim aufgelöst und die Gemeinde Brühl dem neugebildeten Rhein-Neckar-Kreis angegliedert.
In der Folgezeit setzte eine Konsolidierung ein. Die Bevölkerung wuchs langsamer als zuvor und die Bauprojekte der vergangenen Jahrzehnte hatten die Gemeindeverschuldung ansteigen lassen. Die Pläne, eine Stadtrechtsverleihung anzustreben, die unter anderem einen verdichteten Ortskern mit Zentrumsfunktion und ein Gymnasium vorgesehen hatten, wurden fallengelassen. Bereits beschlossene Projekte wie ein Bürgerhaus und ein Feuerwehrhaus setzte die Gemeinde nicht um. Einzig im kulturellen Bereich wurde mit der Villa Meixner ein Schwerpunkt gesetzt. Trotz der unterdurchschnittlichen Steuerkraft wurde Brühl 2001 so, als eine von nur sechs Städten und Gemeinden mit mehr als 10.000 Einwohnern in Baden-Württemberg, schuldenfrei. Im Jahr 2007 feierte die Gemeinde ihr 850-jähriges Jubiläum. Der Höhepunkt war der historische Festumzug am 24. Juni mit 1.200 Mitwirkenden und 20.000 Zuschauern.

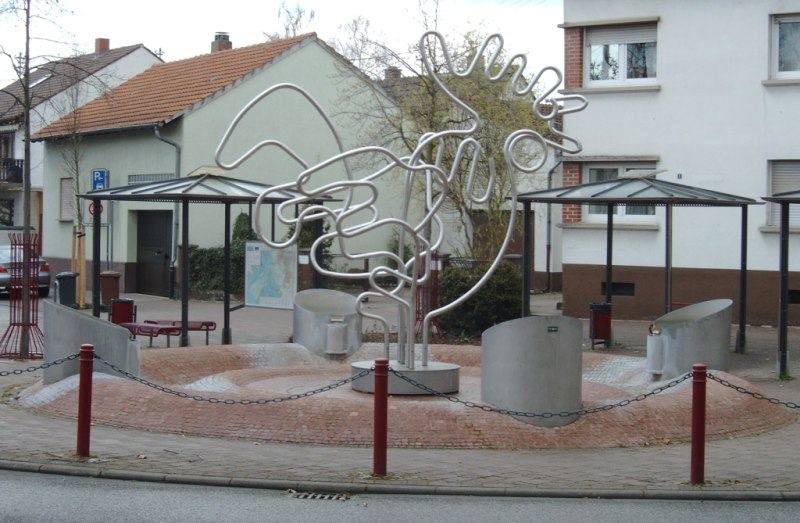
Goggelbrunnen in Rohrhof

### Eingemeindungen
Rohrhof war früher zwar rechtlich selbständig, verfügte aber außer der durch den Stabhalter wahrgenommenen Polizeihoheit über keine eigene Verwaltung. Für die Schul- und Armenversorgung war Brühl zuständig. Brühl stellte daher 1843 den Antrag, den Rohrhof einzugemeinden. Nach einer widersprechenden Stellungnahme des Stabhalters wurde der Antrag jedoch genauso wie bei einem zweiten Anlauf 1854 abgelehnt. Erst eine Denkschrift des Brühler Gemeinderats führte schließlich zu einer Anordnung des badischen Innenministeriums, die am 30. Oktober 1878 die Vereinigung der 4,74 Quadratkilometer großen Rohrhofer Gemarkung mit der 6,59 Quadratkilometer großen Gemeinde Brühl verfügte.
1911 gab es durch den großen Zuzug von Industriearbeitern eine starke Gruppierung, die die Eingemeindung an Brühl rückgängig machen wollte. Stattdessen forderte sie in einem Antrag an das Innenministerium den Anschluss an Mannheim. Dies wurde aber abgelehnt.
1927 stellte die Gemeinde Brühl den Antrag, zu Mannheim eingemeindet zu werden. Die Stadt Mannheim stimmte aber nicht zu, weil sie eine zu starke Nord-Süd-Dehnung der Mannheimer Gemarkung befürchtete und mit Seckenheim, Friedrichsfeld und Neu-Edingen zunächst eine Erweiterung nach Osten vornehmen wollte.

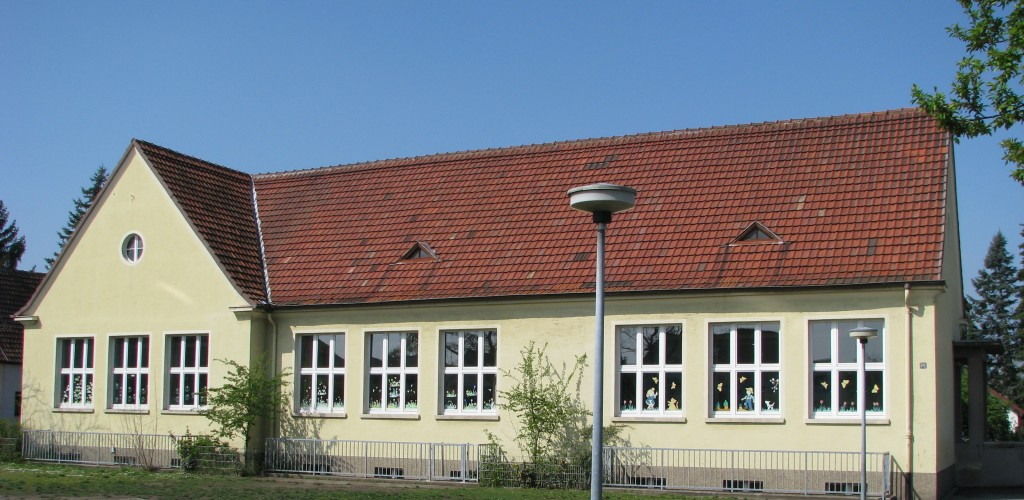
Schule der I.G.-Farben-Siedlung

1933/34 entstand im Nordosten von Rohrhof eine Siedlung für I.G.-Farben-Angestellte, die rasch wuchs und in der 1937 bereits mehr als 700 Menschen wohnten. Während des Zweiten Weltkriegs einigten sich Mannheim und Brühl über eine Eingemeindung Brühls. Die Landesplanungsbehörde stimmte aber nicht zu, und so wurde 1944 nur die Siedlung, die heute zu Rheinau-Süd gehört, mit 225 Hektar an Mannheim angeschlossen. Verhandlungen nach dem Zweiten Weltkrieg führten dazu, dass die Gemeinde Brühl 1950 mit 110 Hektar einen Teil der Fläche, insbesondere das Schütte-Lanz-Werk, von der Stadt Mannheim zurückerhielt und ihr eine Entschädigung für entgangene Grundsteuereinnahmen und die Kosten für den Schulbau in der Siedlung gezahlt wurde.
Bei der baden-württembergischen Gemeindereform in den 1970er Jahren gab es zunächst Pläne, eine große Verwaltungseinheit mit Schwetzingen, Brühl, Ketsch, Oftersheim und Plankstadt zu bilden. Nachdem dies verworfen worden war, wollte Mannheim wegen der funktionalen Verflechtung und der zentralen Leistungen der Stadt die Gemeinden Brühl, Edingen, Heddesheim und Ilvesheim eingemeinden. Letztlich konnte Brühl aber seine Selbständigkeit behaupten.

### Einwohnerentwicklung

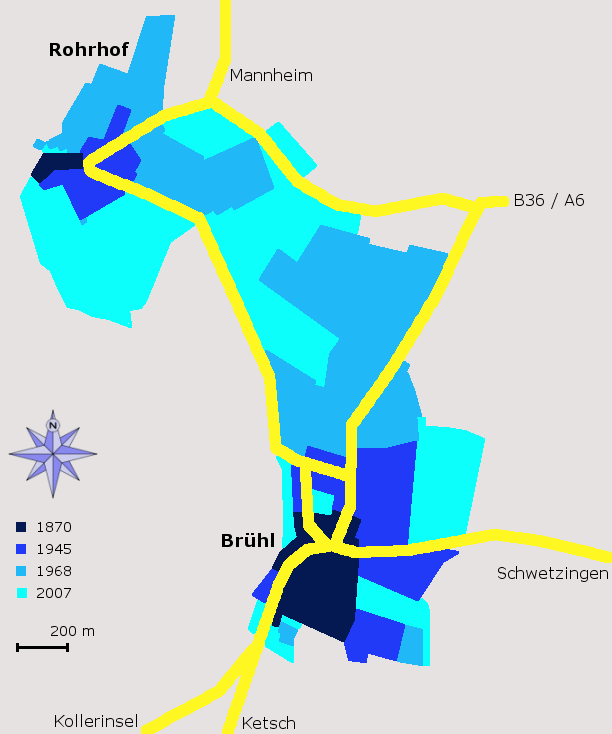
Entwicklung der Wohnbebauung in Brühl und Rohrhof

In Rohrhof befand sich jahrhundertelang nur ein einziger Hof. Nach dem Dreißigjährigen Krieg begannen die ersten Erbteilungen in Viertel und Achtel. Im 19. Jahrhundert setzten sich die Teilungen fort und die Wohnbevölkerung wuchs entsprechend. Nach der Vereinigung mit Brühl und insbesondere durch die Industrialisierung des nahen Mannheim stieg die Einwohnerzahl sprunghaft an.
Die Bevölkerung des alten Brühl war entsprechend dem adeligen Grundbesitz lange Zeit gering, allerdings entwickelten sich schon wesentlich früher dörfliche Strukturen. Die Industrialisierung, die Aufnahme von mehr als 900 Vertriebenen nach dem Zweiten Weltkrieg und die ersten Zuzüge von Städtern, die dann mit dem Auto zu ihrem Arbeitsplatz pendelten, ließen die Einwohnerzahlen zwischen 1875 und 1961 um 564 Prozent explodieren, was die höchste Zuwachsrate unter allen Gemeinden des damaligen Landkreises Mannheim darstellte. Bis in die 1990er gab es nochmal fast eine Verdopplung der Bevölkerung. In rascher Folge entstanden Neubaugebiete, die die alten Ortskerne von Brühl und Rohrhof miteinander verschmolzen. Auch mit dem angrenzenden Mannheimer Stadtteil Rheinau ist die Wohnbebauung mittlerweile fest verzahnt. Der Ausländeranteil lag 2006 bei 8,2 Prozent.
| Einwohnerentwicklung | Einwohnerentwicklung | Einwohnerentwicklung | Einwohnerentwicklung |
| Jahr                 | Rohrhof              | Brühl                | Gesamt               |
| -------------------- | -------------------- | -------------------- | -------------------- |
| 1652                 |                      | 35                   |                      |
| 1727                 |                      | 100                  |                      |
| 1777                 | 66                   | 221                  | 287                  |
| 1834                 | 68                   | 460                  | 528                  |
| 1852                 | 57                   | 783                  | 840                  |
| 1875                 | 91                   | 1.085                | 1.176                |
| 1925                 |                      |                      | 3.459                |
| 1939                 |                      |                      | 4.314                |
| 1950                 |                      |                      | 5.448                |
| 1961                 |                      |                      | 7.807                |
| 1967                 |                      |                      | 9.724                |
| 1970                 |                      |                      | 10.849               |
| 1976                 |                      |                      | 11.967               |
| 1991                 |                      |                      | 13.835               |
| 1995                 |                      |                      | 14.077               |
| 2000                 |                      |                      | 14.004               |
| 2005                 |                      |                      | 14.399               |
| 2010                 |                      |                      | 14.159               |
| 2015                 |                      |                      | 13.941               |
| 2020                 |                      |                      | 14.244               |

## Religionen

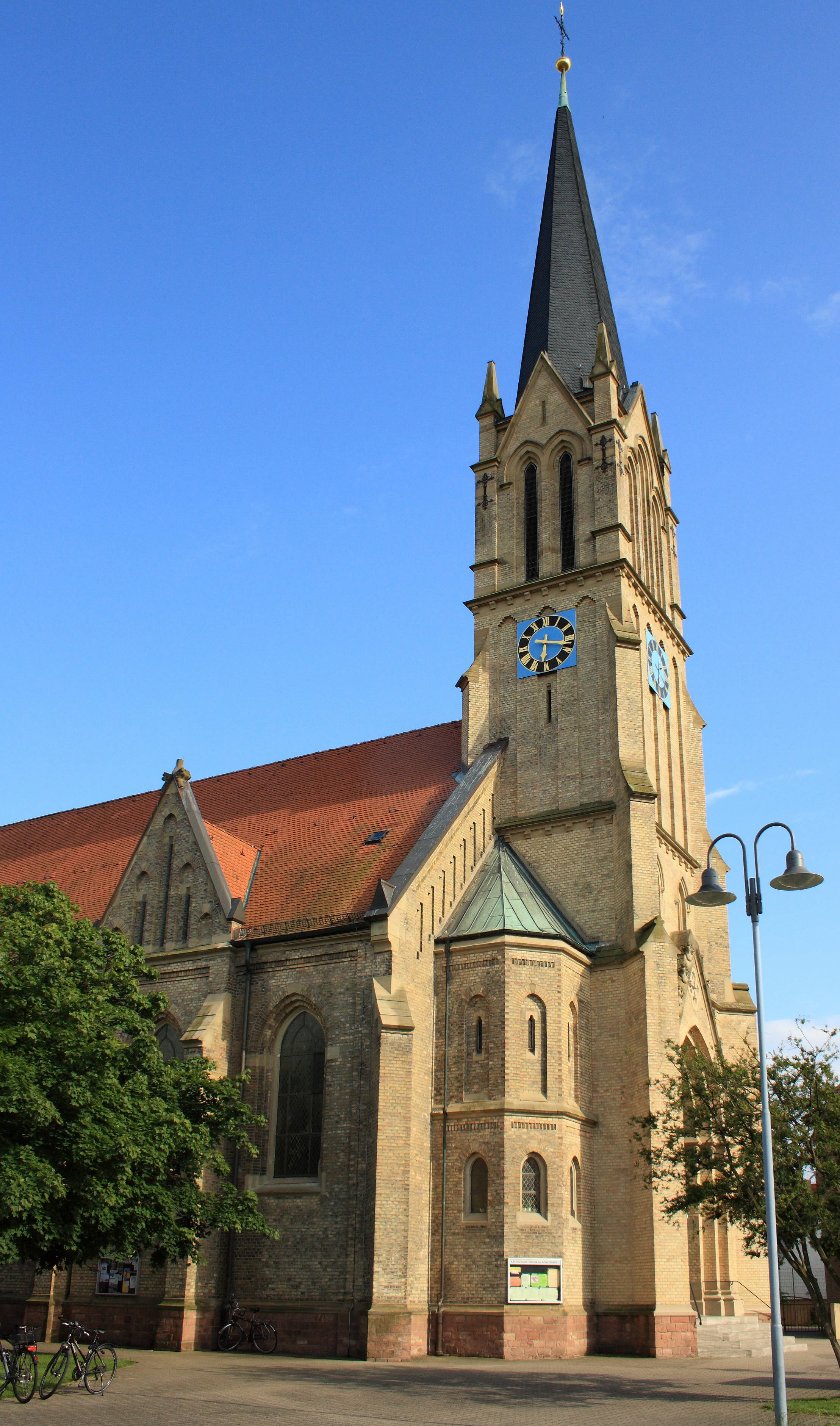
Schutzengelkirche

Über die erste Kirche, eine Kapelle in der Nähe des heutigen Friedhofs im Süden des Ortsteils Brühl, berichtet eine Urkunde aus dem Jahr 1435. Der Gottesdienst wurde vom Pfarrer von Ketsch gehalten. Nach 1453 stifteten die Ritter von Handschuhsheim eine Eigenkirche. Nach dem Aussterben der Handschuhsheimer 1600 fiel ihr Lehen und damit ein Viertel von Brühl zurück an die Kurpfalz, die mit Zwang versuchte, den reformatorischen Gottesdienst durchzusetzen. 1607 wurde dem Ketscher Pfarrer verboten nach Brühl zu kommen, trotzdem blieben mehr als zwei Drittel der Brühler katholisch.
| Religionsverteilung 2005 | Religionsverteilung 2005 | Religionsverteilung 2005 |
| Religion                 | Einwohner                | Prozent                  |
| ------------------------ | ------------------------ | ------------------------ |
| Katholisch               | 5923                     | 41,82                    |
| Evangelisch              | 4238                     | 29,93                    |
| Andere                   | 49                       | 0,35                     |
| Konfessionslos           | 3951                     | 27,90                    |

In der 1707 in der Kurpfalz durchgeführten Kirchenteilung wurde die mittlerweile stark baufällige Kirche den Reformierten zugesprochen. 1752 erhielten die Katholiken eine eigene Kirche, in der allerdings erst ab 1779 regelmäßige Gottesdienste durch die Franziskaner aus Schwetzingen stattfanden. Mit der Aufhebung des Klosters durch die Säkularisation endeten die Messen, bis ab 1852 wieder ein Vikar aus Schwetzingen kam. Ende des 19. Jahrhunderts wurde die Kirche wegen Baufälligkeit geschlossen und durch die neue Schutzengelkirche ersetzt. 1903 wurde Brühl zur eigenen Pfarrei erhoben und 1956 erhielt Rohrhof eine eigene Filialkirche. Waren noch 1905 mehr als vier Fünftel der Brühler katholisch, so sank der Anteil besonders nach dem Zweiten Weltkrieg durch Zuzüge und Austritte. 1961 lag der Anteil bei 61 Prozent, 2005 bei 42 Prozent. Die Gemeinde gehört zum Dekanat Wiesloch des Erzbistums Freiburg.
Die reformierte Gemeinde wurde ab 1610 von Schwetzingen aus betreut. Zwar erhielt sie die Brühler Kirche zugesprochen, aber die Zahl der Gläubigen blieb gering, so dass der Gottesdienst in Schwetzingen besucht werden musste. Die baufällig gewordene Kirche wurde 1772 durch einen bescheidenen Holzbau ersetzt, der bereits 1825 wieder abgerissen werden musste. Erst 1888 konnte die kleine evangelische Gemeinde wieder eine Kirche errichten. 1904 erhielt Brühl einen eigenen Vikar und sieben Jahre später wurde es eigenständige Pfarrei mit Zuständigkeit für Ketsch (bis 1968) und Rohrhof. 1996 wurde das evangelische Gemeindezentrum in der Ortsmitte eröffnet. Im 19. Jahrhundert war etwa ein Fünftel der Brühler evangelisch. Der Anteil steigerte sich nach dem Zweiten Weltkrieg auf 29 Prozent. Die Gemeinde gehört zum Kirchenbezirk Südliche Kurpfalz der Evangelischen Landeskirche in Baden.

## Politik

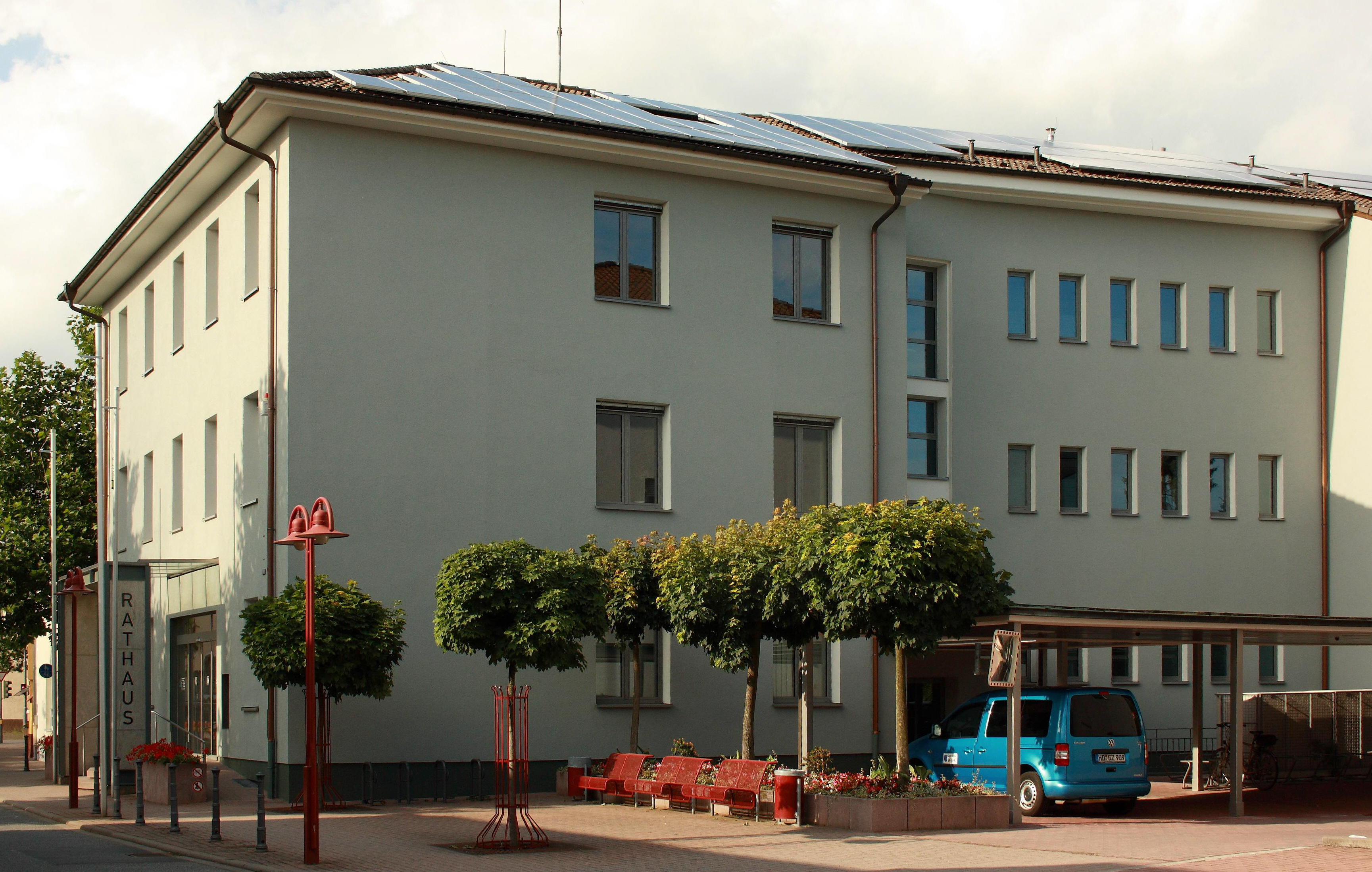
Brühler Rathaus

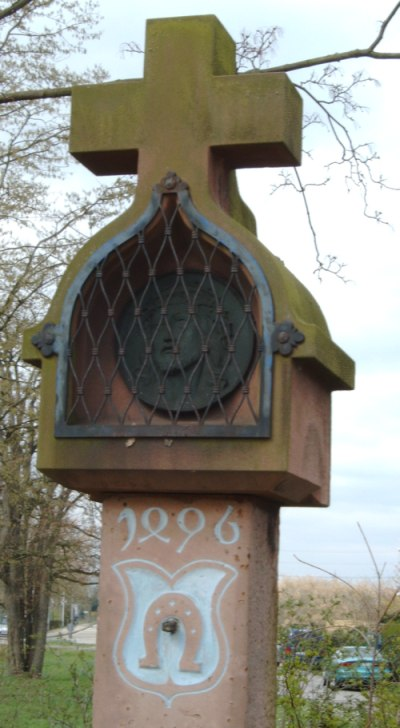
Der Bildstock mit der ersten Abbildung des Brühler Wappens steht an der Bundesstraße 36 bei Schwetzingen.

### Gemeinderat
Der Gemeinderat hat 22 ehrenamtliche Mitglieder, die für fünf Jahre gewählt werden. Hinzu kommt der Bürgermeister als stimmberechtigter Gemeinderatsvorsitzender.
Die Kommunalwahl 2024 führte zu folgendem Ergebnis (in Klammern: Unterschied zu 2019):
| Gemeinderat 2024               | Gemeinderat 2024 | Gemeinderat 2024 | Gemeinderat 2024 | Gemeinderat 2024 |
| Partei / Liste                 | Stimmenanteil    | Sitze            |                  |                  |
| ------------------------------ | ---------------- | ---------------- | ---------------- | ---------------- |
| CDU                            | 28,0 % (−4,1)    | 6 (−1)           |                  |                  |
| SPD                            | 22,5 % (−0,7)    | 5 (±0)           |                  |                  |
| Freie Wähler                   | 22,1 % (−3,8)    | 5 (−1)           |                  |                  |
| AfD                            | 12,6 % (+12,6)   | 3 (+3)           |                  |                  |
| Grüne Liste                    | 12,1 % (−6,8)    | 2 (−2)           |                  |                  |
| FDP                            | 2,7 % (+2,7)     | 1 (+1)           |                  |                  |
| Wahlbeteiligung: 61,5 % (+0,7) |                  |                  |                  |                  |

### Bürgermeister
Seit 1998 amtiert Ralf Göck (SPD) als Bürgermeister. Er wurde 2006, 2014 und 2022 für weitere Amtszeiten wiedergewählt.
Bisherige Gemeindeoberhäupter:
| - 1820–1836: Jacob Eder - –1848: Andreas Merkel - 1849–1870: Michael Lindner - 1870–1897: Wilhelm Eder - 1898–1906: Albert Eder - 1906–1916: Michael Schäfer - 1919–1928: Karl Pister (SPD) | - 1928–1934: Valentin Eder (Vereinigte Bürgerpartei) - 1934–1945: Karl Kammerer (NSDAP) - 1945–1948: Wilhelm Keßler (CDU) - 1948–1973: Alfred Körber (FDP) - 1973–1982: Gerhard Stratthaus (CDU) - 1982–1998: Günther Reffert (CDU) - seit 1998: Ralf Göck (SPD) |

### Wappen
Die Blasonierung des Wappens lautet: In Blau ein silbernes Hufeisen.
Das Hufeisen lässt sich erstmals 1496 auf einem Bildstock nachweisen. Später war es auch auf allen Gemeindesiegeln abgebildet. 1911 wurde das Wappen dann vom badischen Generallandesarchiv offiziell genehmigt. Die Farben weiß und blau gehen zurück auf das Herrschergeschlecht der Kurpfalz, die Wittelsbacher.
Die Flagge ist Weiß-Blau und wurde 1960 vom baden-württembergischen Innenministerium verliehen.

### Gemeindepartnerschaften
Seit 1977 wird mit Ormesson-sur-Marne in Frankreich eine Partnerschaft gepflegt, seit 1993 mit Weixdorf, das 1999 zu Dresden eingemeindet wurde, und seit 1997 mit Dourtenga in Burkina Faso.

### Nachbarschaftsverband
Brühl gehört zum Nachbarschaftsverband Heidelberg-Mannheim, dessen Aufgabe es ist, den regionalen Flächennutzungsplan zu erstellen.

## Kultur und Sehenswürdigkeiten

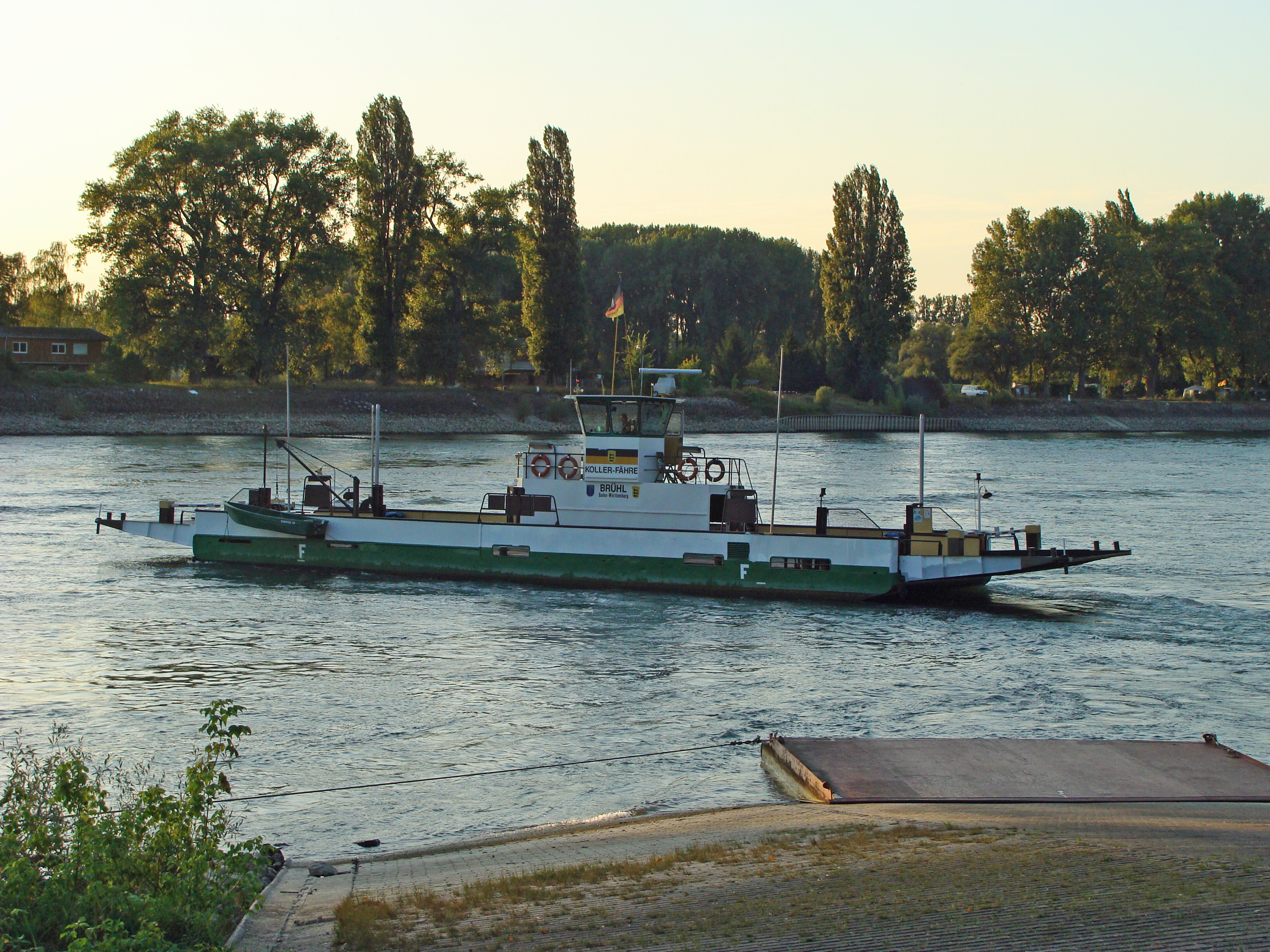
Die Kollerfähre überquert den Rhein.

### Kollerinsel
Die 400 Hektar große Kollerinsel entstand aus einer ehemaligen, von einer Rheinschleife gebildeten Halbinsel. Diese wurde im Rahmen der Rheinbegradigung nach den Plänen von Johann Gottfried Tulla vom neuen Flusslauf durchtrennt. 1833 wurde mit dem Durchstich bei Ketsch begonnen, und man überließ es dem Fluss, sich durch seinen Wasserdruck das neue Bett zu erarbeiten. 1845 war dieser Vorgang abgeschlossen. Gemäß einem Staatsvertrag sollten alle auf diese Weise entstehenden Inseln auf der linksrheinischen Seite an Bayern und auf der rechtsrheinischen Seite an Baden fallen. Auch die Kollerinsel wurde 1839 zunächst bayerisch, aber bereits ein Jahr später wurde sie gegen rechtsrheinisches Gelände der Festung Germersheim wieder zurückgetauscht.
Später verlandete der Otterstadter Altrhein teilweise, so dass die Kollerinsel wieder zur Halbinsel wurde, nun aber mit linksrheinischer Festland-Anbindung. Mit Brühl ist die Kollerinsel dagegen seit 1835 über eine Fähre verbunden. 1938 wurde das Gebiet unter Landschaftsschutz gestellt. 2005 wurde dort zum Schutz der Rheinanlieger vor Hochwasser ein Polder mit einem Retentionsvolumen von 6,1 Millionen Kubikmetern errichtet. Man brach die Bauernhöfe ab, und auf einer Warft wurde stattdessen ein Reiterhof eröffnet. Auch mit Camping und Wassersport dient die Kollerinsel nun der Naherholung.

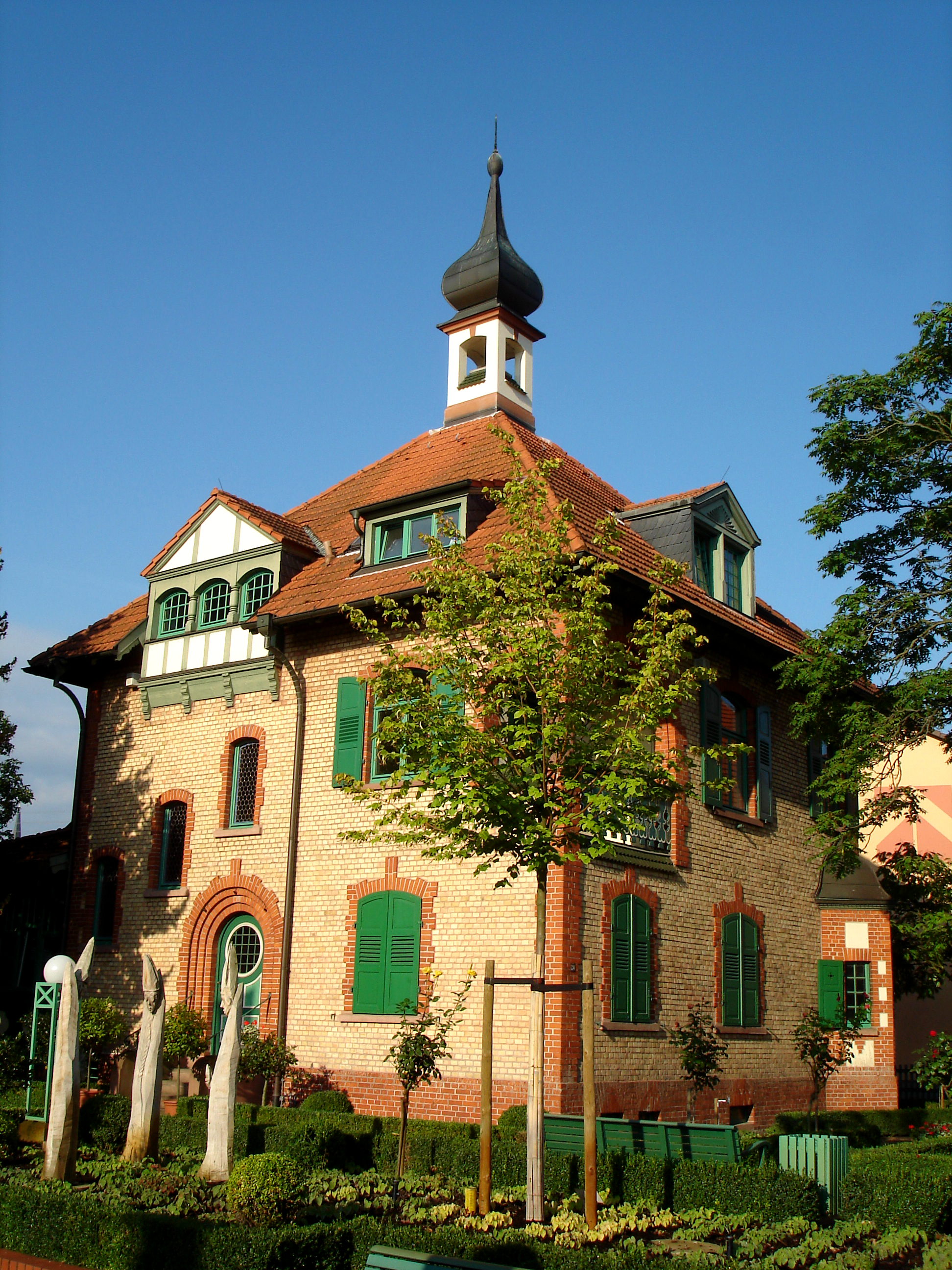
Das Kulturzentrum Villa Meixner

### Bauwerke
Das Brühler Rathaus wurde 1866 errichtet, zu einem Zeitpunkt, als die Gemeinde knapp 900 Einwohner hatte. Analog zum Bevölkerungswachstum wurde es viermal – 1925, 1955, 1975 und 1991 – beträchtlich erweitert und ausgebaut.

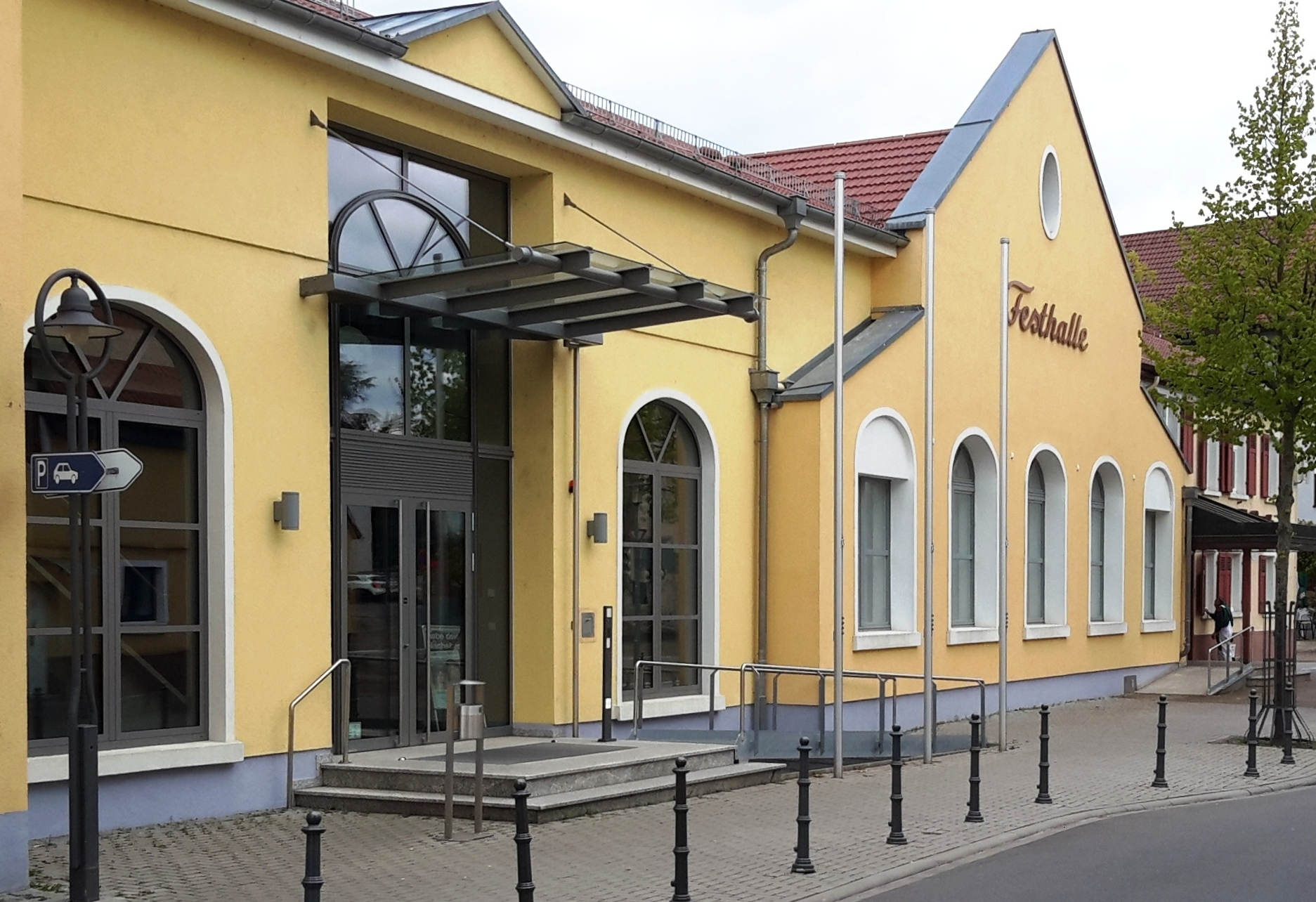
Die Festhalle und „Ratsstube“

Die dem Rathaus gegenüber liegende „Ratsstube“ (1734 als „Gasthaus zum Ochsen“ gegründet) ist die älteste, ununterbrochen bestehende Gastwirtschaft im Ort und steht im Eigentum der Gemeinde, ebenso wie die ihr angegliederte, durch Umbau und Erweiterung des Festsaals des „Ochsen“ im Jahr 1962 entstandene Festhalle. Diese bildet den zentralen Veranstaltungsort der Gemeinde für kulturelle Großereignisse und wurde mehrfach umgebaut und erweitert. Der letzte Ausbau in den Jahren 2010/2011 (Wiedereröffnung im März 2011) erbrachte insbesondere ein neues, großzügiges Foyer und eine Umgestaltung und Vergrößerung des Festsaals.
Die Villa Meixner stammt von 1899. Die Jugendstil-Villa wurde vom damaligen Bürgermeister Albert Eder errichtet, aber bereits 1906 an die Familie Meixner verkauft. 1956 kaufte die Gemeinde Brühl das Gebäude und nutzte es als Wohnhaus für sozial schwache Bürger. 1988 wurde die Villa saniert und fortan als Kulturzentrum genutzt. Im ersten Stock befand sich bis 1998 ein privates Jugendstil- und Art-déco-Museum von europäischem Rang. Die Villa wird für Ausstellungen, Veranstaltungen, Kleinkunst und Hochzeiten genutzt. Das Ensemble wird ergänzt durch einen Skulpturengarten.

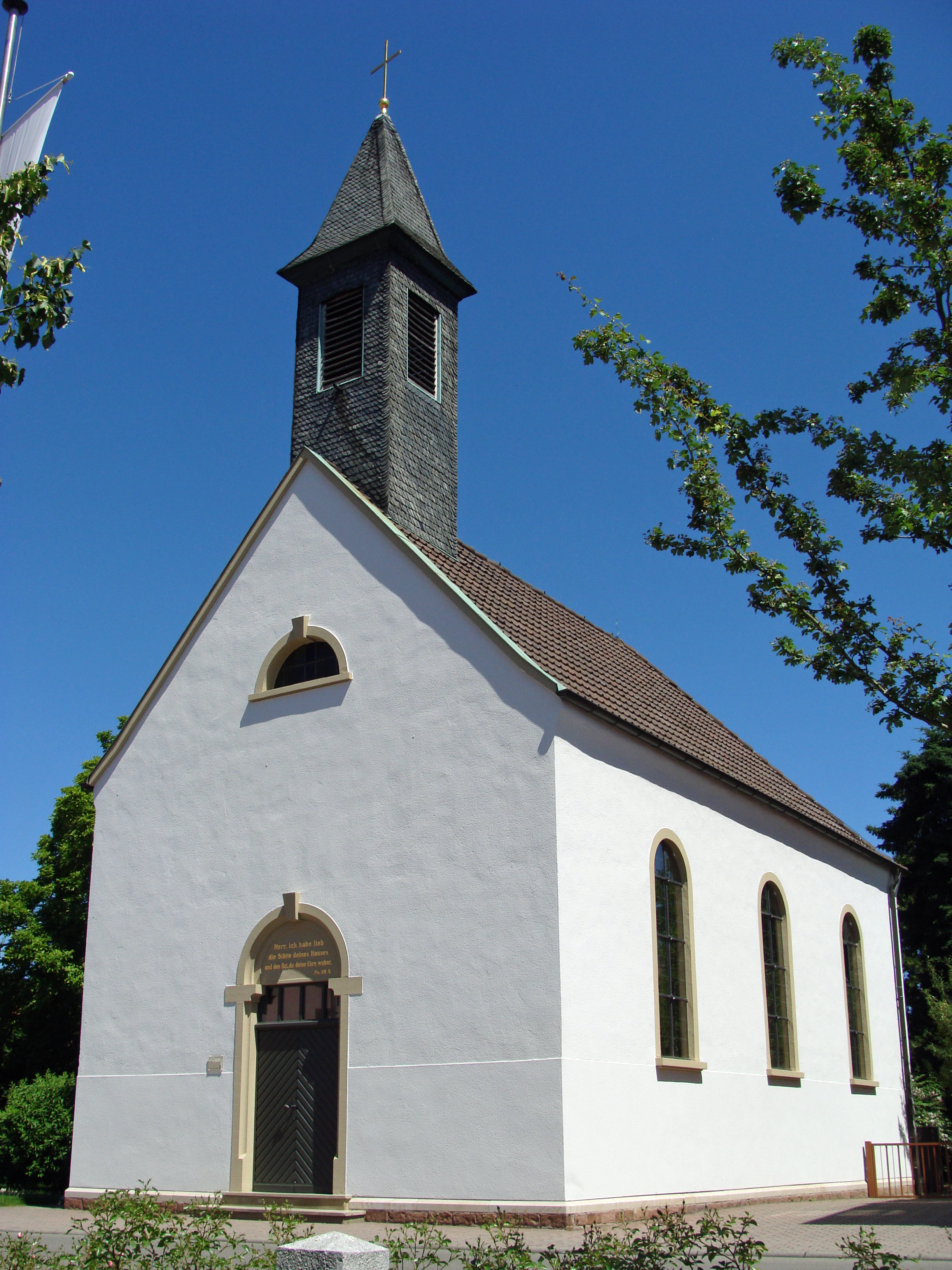
Evangelische Kirche

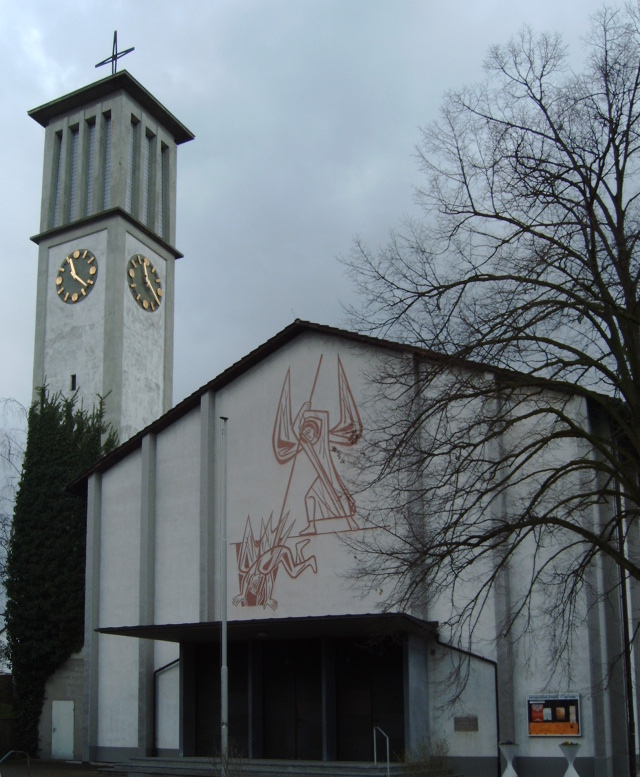
Die St.-Michael-Kirche in Rohrhof

Die katholische Schutzengelkirche wurde im neugotischen Stil errichtet und 1899 geweiht. Der dreischiffige Bau bot bei seiner Eröffnung 1240 Plätze. Im Westen befindet sich der rechteckige, 51 Meter hohe Turm und im Osten schließt sich der Chor mit einem halben Sechseck an. Das Innere wurde mehrfach umgestaltet. Heute befindet sich in der Kirche eine Schleifladenorgel von 1971. Der Ambo sowie der Sakraments- und der Zelebrationsaltar sind von 1985 und der Kreuzweg wurde 1989 installiert.
Die evangelische Kirche von 1888 war zunächst nur als Betsaal geplant worden. Ihr heutiges Aussehen erhielt sie bei der Erweiterung 1957, als ein neuer, 20 Meter hoher Turm errichtet und ein Chorraum angebaut wurde. Zur Innenausstattung gehören eine Walcker-Orgel von 1965 mit neun Registern sowie Paramente von Thomas Feldmann. Bei einer Sanierung in den Jahren bis 2009 erhielt die Kirche einen neuen Altarraum, den Christoph Manuel Beysser und Markus Artur Fuchs gestalteten und ausstatteten.
Die katholische St.-Michael-Kirche in Rohrhof stammt von 1956. Der rechteckige Bau zeigt an der Eingangsfassade ein Wandfeld-füllendes Sgraffito, das den Erzengel Michael darstellt, wie er den Satan mit einer Lanze ersticht. Ein flaches Satteldach schließt den Bau ab. Abgesetzt ist der quadratische, 25 Meter hohe Turm, der von einem drei Meter hohen Kreuz gekrönt wird. Im Innern befindet sich an der Frontseite das restaurierte Kreuz aus der Schutzengelkirche und eine Orgel aus dem Jahr 1965 mit 20 Registern.
Das evangelische Gemeindezentrum mit dem in leichter Holzbauweise errichteten Festsaal wurde 1996 in der Ortsmitte eröffnet. Die Straßenfront ist einer Kaimauer nachempfunden. 2001 folgten der abgesetzte Glockenturm und eine Orgel mit sieben Registern.

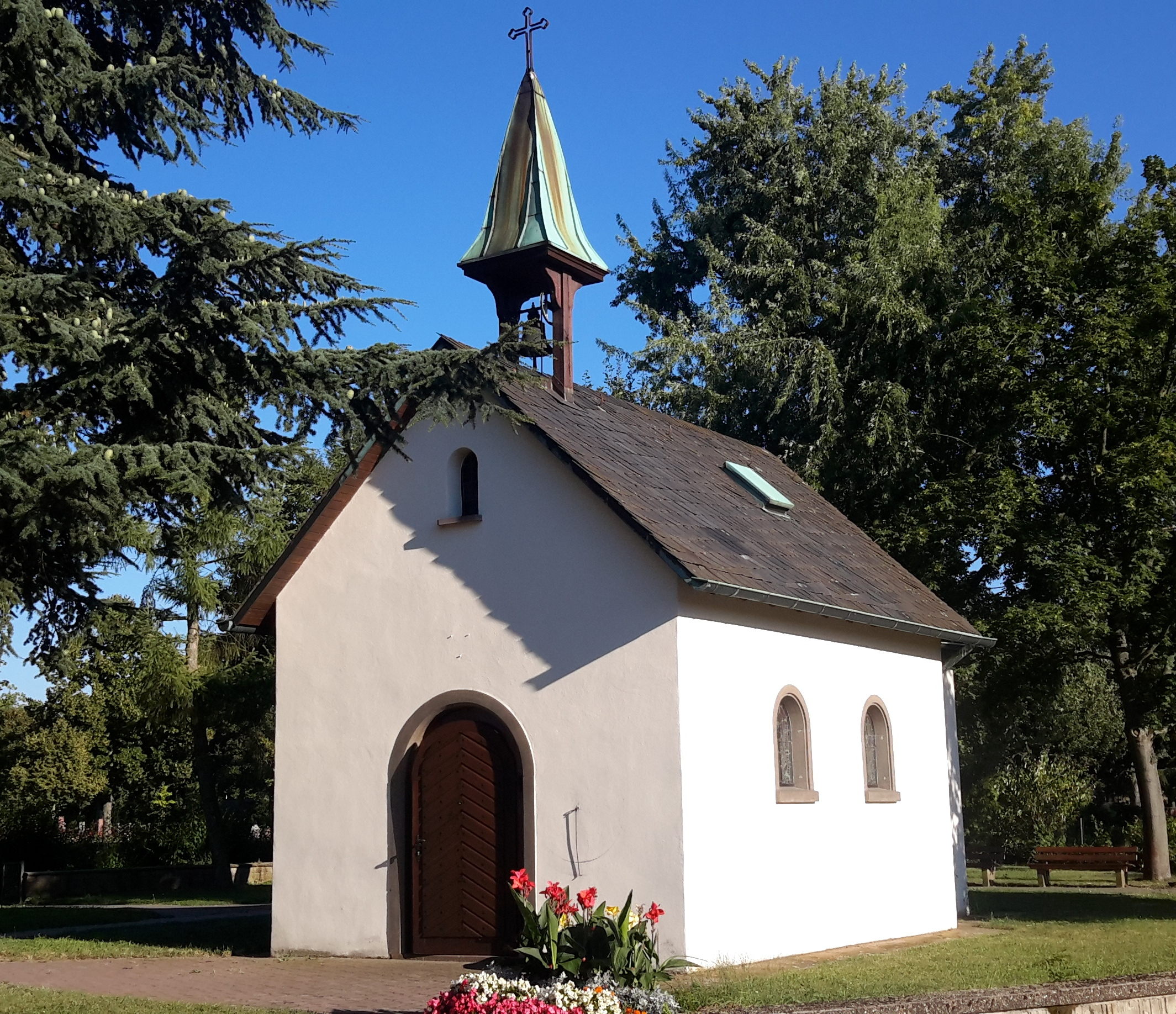
Kriegerkapelle

Im Süden der Gemeinde an derselben Stelle, wo es bereits im Mittelalter eine Kirche gegeben haben soll, steht seit 1875 in unmittelbarer Nachbarschaft zum Friedhof eine Kapelle. Sie wurde seinerzeit aufgrund einer privaten Initiative errichtet, im Jahr 1923 nach einer Umgestaltung des Innenraums als Kriegergedächtniskapelle zum Andenken an die Gefallenen des Ersten Weltkrieges geweiht und nach einer weiteren Umgestaltung in Mosaikform entsprechend einem Entwurf der Karlsruher Malerin Clara Maria Kreß 1948 als nunmehrige Kriegerkapelle dem Gedenken an die Gefallenen beider Weltkriege gewidmet.

### Musik
Das 2003 mit Musikern aus dem 1889 gegründeten Musikverein Brühl gestartete Modell der Brühler Bläserakademie weist mittlerweile sechs Ensembles in allen Könnensstufen mit weit über 100 vorwiegend jungen Musikern auf (Brühler Solisten, Sinfonisches Blasorchester, Jugendblasorchester, Elementarblasorchester, Bläser-AG, Bläserphilharmonie Rhein-Neckar). Durch eine Kooperation zwischen dem Musikverein, der Jugendmusikschule Brühl, Schulen, Gemeinde, Wirtschaft und Medien entwickelte sich die Brühler Bläserakademie innerhalb weniger Jahre zu einem Kompetenzzentrum für Blasmusik in der Rhein-Neckar-Region. Darüber hinaus existiert das überregional bekannte Gitarrensensemble fascinatio citharis, welches sich durch Auszeichnungen bei verschiedenen Wettbewerben einen Namen machen konnte und zahlreiche Konzerte im In- und Ausland gab, unter anderem in Spanien, Ungarn, Costa Rica, Singapur und Malaysia.

### Freizeit
Das Freibad wurde 1963 eröffnet und 1986 bei der Generalsanierung mit Edelstahlbecken ausgestattet. Es bietet ein Erlebnisbecken, einen Sprungturm und eine 67 Meter lange Rutsche und wird daher auch von Bewohnern der Nachbargemeinden aufgesucht. Darüber hinaus verfügt Brühl über ein Hallenbad (Eröffnung 1973) neben dem Freibad und ein Jugendzentrum im Gewerbegebiet Rennerswald.
Die größten Veranstaltungen des Jahres sind die Brühler Straßenkerwe, das Rohrhofer Sommerfest und die beiden Fischerfeste.

### Sport

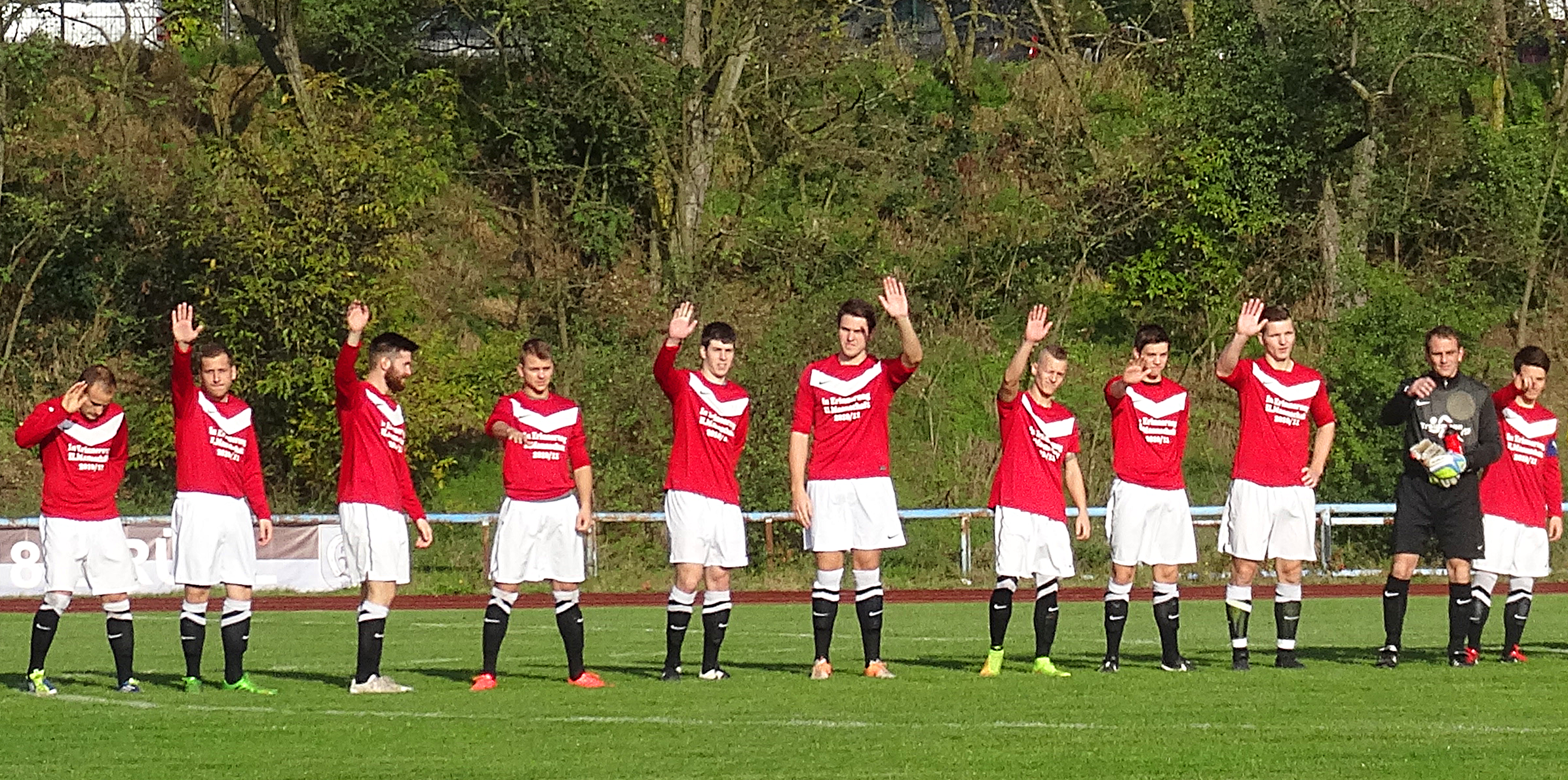
Spieler des FV 1918 Brühl vor einem Verbandspokalspiel 2014/15 gegen den FC Nöttingen 1957 im Alfred-Körber-Stadion.

Die mitgliederstärksten Vereine sind der Turnverein Brühl (Turnen, Handball, Tischtennis, Volleyball), der Fußballverein 1918 Brühl (Fußball, Leichtathletik, Kampfkunst) und der Sportverein Rohrhof 1921 (Fußball, Turnen, Leichtathletik). Seit 2007 wird durch die Rheinauen der Gemarkung Brühl ein 10-Kilometer-Volkslauf durchgeführt, der Heini-Langlotz-Lauf.

## Wirtschaft und Infrastruktur

### Wirtschaft
Traditionell lebte die Bevölkerung von der Landwirtschaft und der Fischerei im Rhein. 1840 wurde die erste Ziegelei gegründet. Befördert durch die Nachfrage des nahe gelegenen, wachsenden Mannheim, gab es 1890 bereits sieben Ziegeleien. Nach dem Ersten Weltkrieg erhielten allerdings fünf keine Konzession mehr und die verbliebenen zwei schlossen in den 1960er Jahren. Viele Brühler fanden Arbeit in den während der Industrialisierung in Mannheim entstehenden Betrieben, insbesondere im Rheinauer Hafen.
1909 gründete Karl Lanz auf Brühler Gemarkung die Luftschiffbau Schütte-Lanz. Die dort gebauten Luftschiffe waren die größte deutsche Konkurrenz für die Zeppeline. Nach den Bestimmungen des Versailler Vertrags musste der Luftschiffbau 1922 eingestellt werden, die gewonnenen Erfahrungen konnten aber für die Holzverarbeitung genutzt werden. Das Unternehmen war noch bis 2007 in Brühl ansässig und zuletzt auf den Verschalungsbau spezialisiert.
Der größte Arbeitgeber in Brühl mit mehr als 400 (weltweit 700) Arbeitnehmern ist die 1908 gegründete HIMA Paul Hildebrandt GmbH, ein Unternehmen, das Produkte für die sicherheitsorientierte Fabrik- und Prozessautomation entwickelt. Mehr als 90 Prozent der Brühler allerdings finden Arbeit in den umliegenden Städten, insbesondere in den Oberzentren Mannheim, Ludwigshafen und Heidelberg, und pendeln täglich an ihren Arbeitsplatz.

### Verkehr
1905 wurde von Rheinau her ein Abzweig der Rheintalbahn nach Brühl gebaut und sieben Jahre später bis Ketsch verlängert. 1966 wurde die Bahnstrecke stillgelegt. Der Brühler Bahnhof, an den heute noch die Bahnhofstraße erinnert, wurde drei Jahre später abgebrochen. Den öffentlichen Personennahverkehr (ÖPNV) betreibt heute die Busverkehr Rhein-Neckar mit Linien nach Mannheim, Schwetzingen und Ketsch. Brühl gehört zum Tarifgebiet des Verkehrsverbunds Rhein-Neckar.
Seit den 1960er Jahren führt die Bundesautobahn 6 östlich an Brühl vorbei. Über die Anschlussstelle Mannheim/Schwetzingen besteht eine direkte Anbindung. Dort kreuzt die Bundesstraße 36, die in die Mannheimer Innenstadt und nach Süden Richtung Karlsruhe führt. Die 1991 eröffnete, parallel zur Autobahn verlaufende Landesstraße 599 dient der Ortsumgehung von Brühl und Ketsch.
Durch das westliche Gemeindegebiet und durch Rohrhof verläuft die rechtsrheinische Variante des Rheinradwegs, der von der Quelle des Rheins am Oberalppass im Schweizer Kanton Graubünden bis zur Mündung bei Rotterdam führt. Der Radfernweg ist Bestandteil der Eurovelo-Route 15 (Rheinradweg).

### Medien
Die Schwetzinger Zeitung berichtet in ihrem Lokalteil über das Brühler Gemeindeleben, ebenso eine Regionalausgabe der Rhein-Neckar-Zeitung (Schwetzinger Nachrichten). Das Amtsblatt, die Brühler Rundschau, wird kostenlos jeden Freitag an die Haushalte verteilt und erscheint im Verlag Nussbaum Medien.
Seit 2006 gibt es den Fernsehsender Regionaler-Informations-Kanal Brühl (RIK TV). Er sendet im digitalen Kabelnetz und im Internet in ständiger Wiederholung rund um die Uhr und berichtet aus der Metropolregion Rhein-Neckar.
Die Gemeinde bietet einen offenen WLAN-Hotspot an, der auf den Sitzbänken neben dem Rathaus in der Hauptstraße gut zu empfangen ist.

### Bildung
Brühl verfügt über vier Schulstandorte, an denen Grundschulen, eine Hauptschule mit Werkrealschule, eine Realschule und eine Jugendmusikschule untergebracht sind.
Die Jahn-Grundschule befindet sich im alten Brühler Ortskern. Das Schulgebäude von 1912 geht auf die älteste Brühler Schule zurück.

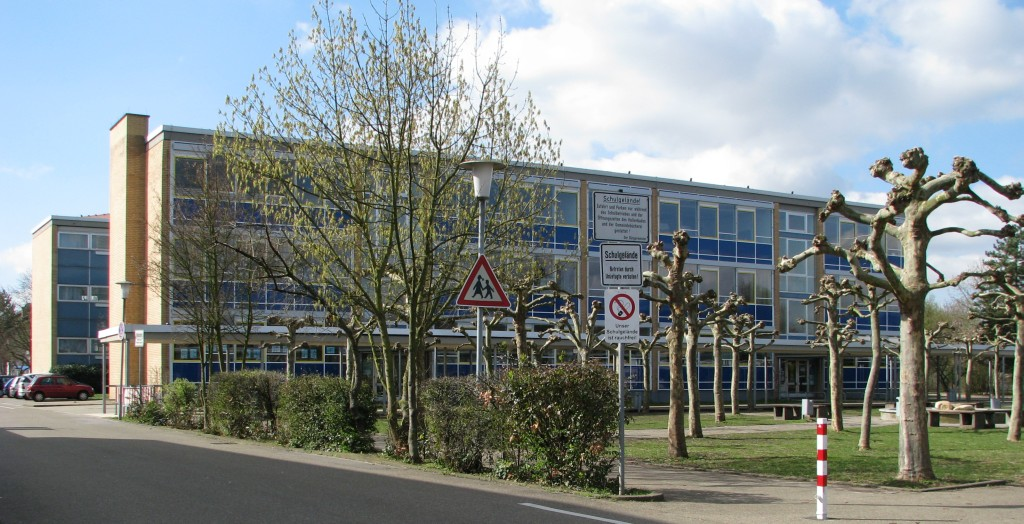
Schillerschule

Das Schulzentrum der Schillerschule wurde als größte Baumaßnahme der Brühler Geschichte 1967 im Zentrum der Gemeinde errichtet. Es beherbergt eine Grundschule und eine Hauptschule mit Werkrealschule. In unmittelbarer Nachbarschaft befinden sich das Hallenbad, eine Sporthalle, ein Sportplatz und die Gemeindebücherei. Die früher eigenständige Rohrhof-Grundschule im alten Rohrhofer Ortskern gehört seit 1993 organisatorisch zur Schillerschule.
Mit der Fertigstellung der Schillerschule wurde dort eine Außenstelle der Schwetzinger Realschule für Brühler und Ketscher Kinder eingerichtet. 1975 erhielt die Realschule Brühl/Ketsch am südlichen Ortsrand ein eigenes Gebäude und 1998 wurde sie im Beisein der Namensgeberin in Marion-Dönhoff-Realschule Brühl/Ketsch umbenannt. Die Pläne, am gleichen Standort eine Hauptschule und ein Gymnasium zu bauen, wurden nicht verwirklicht.
1965 beschloss der Brühler Gemeinderat, eine Jugendmusikschule zu gründen, zu einer Zeit, als es in Baden-Württemberg nur 37 derartige Einrichtungen gab. Sie wurde 1971 in Kooperation mit der Mannheimer Musikschule eröffnet und befindet sich seit 1983 in der Schillerschule.

## Ehrenbürger

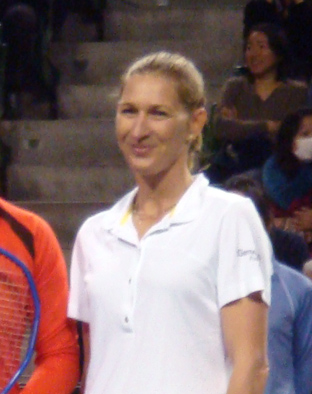
Steffi Graf

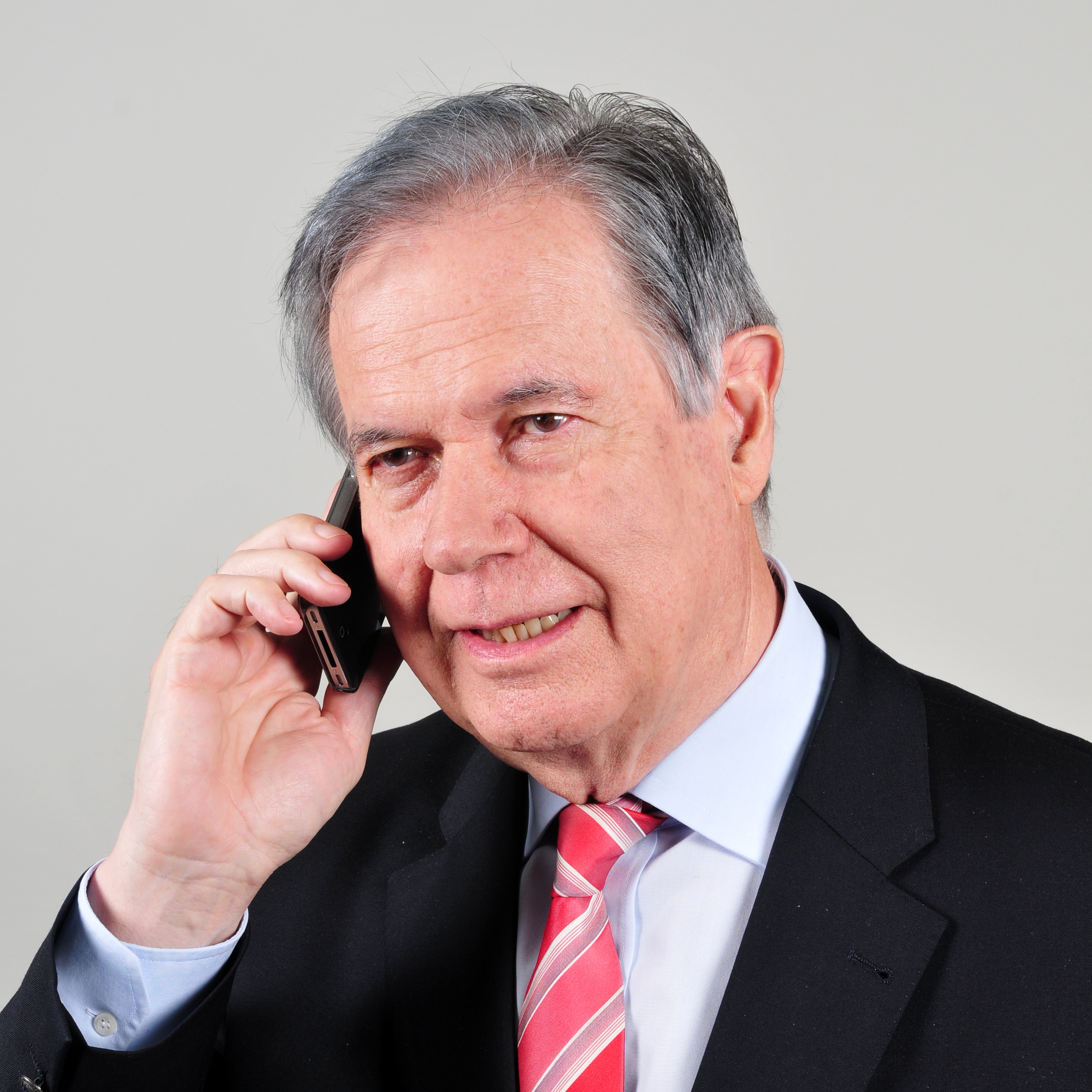
Gerhard Stratthaus 2013

Brühl hat elfmal die Ehrenbürgerwürde verliehen. Die Jahreszahlen geben den Zeitpunkt der Verleihung wieder.
- 1905: Johann Baptist Eder (1839–1918) wurde in Brühl geboren und war Ziegeleibesitzer. Er war Abgeordneter der zweiten Kammer des badischen Landtags. Dort setzte er sich für den Bau der Eisenbahnstrecke nach Brühl ein.
- 1934: Karl Mark (1873–1951) war fast 28 Jahre Lehrer, lange auch Schulrektor, in Brühl. Darüber hinaus engagierte er sich lange als Chorleiter.
- 1973: Alfred Körber (1908–1998) war 25 Jahre lang Bürgermeister von Brühl. In seiner Amtszeit vollzog sich der Aufbau und das rasante Wachstum der Gemeinde nach dem Zweiten Weltkrieg.
- 1988: Steffi Graf (* 1969) war in ihrer aktiven Zeit eine der besten und erfolgreichsten Tennisspielerinnen der Welt. Sie lebte fast während ihrer ganzen Tenniskarriere in Brühl und machte so ihren Wohnort überregional bekannt.
- 1993: Karl Adam Maurer (1919–2009) engagierte sich jahrzehntelang ehrenamtlich in Brühl. Er war Träger des Bundesverdienstkreuzes und mehr als 40 Jahre Gemeinderatsmitglied, Kreisrat, Vorsitzender der CDU Brühl und Pfarrgemeinderat. Zukunftsweisende, politische Vorhaben wie ein Straßenbahnanschluss für die Gemeinde Brühl wurden durch ihn (wenn auch nicht erfolgreich) in den Gemeinderat eingebracht.
- 1998: Olivier d’Ormesson (1918–2002) war 51 Jahre Bürgermeister von Brühls französischer Partnergemeinde Ormesson-sur-Marne und Mitbegründer der Partnerschaft.
- 2002: Gerhard Stratthaus (* 1942) war Bürgermeister von Brühl und Vorsitzender der Stiftung Brühler Bürger in Not. Auch als Oberbürgermeister von Schwetzingen und Finanzminister von Baden-Württemberg behielt er stets seinen Wohnsitz in Brühl.
- 2004: Gerd Stauffer (* 1938) war jahrzehntelang für die CDU im Brühler Gemeinderat und fast 30 Jahre ehrenamtlicher erster Bürgermeisterstellvertreter.
- 2008: Günther Reffert (1938–2022) war 16 Jahre lang Bürgermeister von Brühl. In seiner Amtszeit begann der Abbau der Gemeindeverschuldung und wurde die Villa Meixner ein Kulturzentrum.[37]
- 2008: Hans Motzenbäcker (1935–2019) war 32 Jahre für die CDU Mitglied des Brühler Gemeinderats und langjähriger Präsident des FV Brühl sowie des Badischen und des Süddeutschen Leichtathletikverbands.[38]
- 2017: Werner Fuchs (1943–2021) war 33 Jahre lang Mitglied des Brühler Gemeinderats (zunächst SPD, später Freie Wähler) und jahrzehntelang als Initiator und/oder Organisator örtlicher Brauchtumsveranstaltungen (insbesondere Brühler Straßenkerwe) bekannt.[39]

## Weitere Persönlichkeiten
- Bernhard Askani (1937–2003), Historiker und Schulbuchautor, wirkte viele Jahre als Organist und Chorleiter der evangelischen Gemeinde von Brühl.
- Rio Reiser (1950–1996), bürgerlich Ralph Christian Möbius, Musiker, lebte mit seiner Familie in den 1950er Jahren in Brühl und wurde hier eingeschult. Sein Bruder Peter Möbius soll maßgeblich an der Gestaltung des Umzuges zum 800-jährigen Jubiläum der Gemeinde im Jahr 1957 beteiligt gewesen sein.[40]
- Stefan Knapp (* 1957), Fußballspieler
- Maurizio Gaudino (* 1966), ehemaliger Fußballnationalspieler